# Liste der Reichstagsabgeordneten des Deutschen Kaiserreichs (8. Wahlperiode)

## Legislaturperiode
Die Reichstagswahl 1890 war die Wahl zum 8. Deutschen Reichstag und fand am 20. Februar 1890 statt. Die Legislaturperiode dauerte bis 1893.

## Fraktionen
- Zentrumspartei 106
- Deutschkonservative Partei 73
- Freisinnige 66
- Nationalliberale 42
- Sozialdemokraten 35
- Deutsche Reichspartei 20
- Polen 16
- Deutsch-Hannoversche Partei (DHP) 11
- Deutsche Volkspartei (DtVP) 10
- Elsaß-Lothringer 10
- Antisemitische Volkspartei (AVP) 4
- Dänen 1
- Deutschsoziale Partei (DSP) 1
- Sonstige 2

Sitze 397
- Präsident: Albert von Levetzow
- 1. Vizepräsident: Franz von Ballestrem
- 2. Vizepräsident: Karl Baumbach
- Schriftführer: Kleist, Conrad von, Rudolph Wichmann, Waldemar Mueller, Rudolf von Buol-Berenberg, Felix Porsch, Eugen Holtzmann, Reinhart Schmidt, Otto Hermes

Quästoren: Friedrich Franz Kochann, Friedrich Boettcher

## A

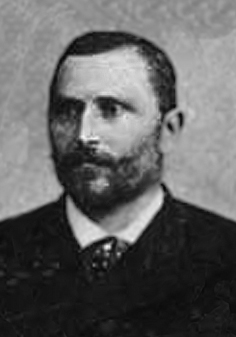
Eduard Adt
Josef Aichbichler
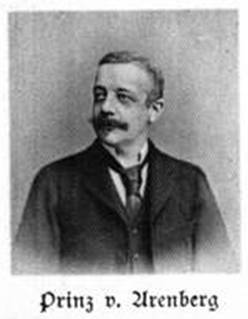
Franz Ludwig von Arenberg
Ignaz Auer

- Ackermann, Karl Gustav, Rechtsanwalt,
WK Sachsen 6 (Dresden-Land links der Elbe, Dippoldiswalde), Deutschkonservative Partei
- Adelmannsfelden, Heinrich Adelmann von, Rittergutsbesitzer,
 WK Württemberg 13 (Aalen, Gaildorf, Neresheim, Ellwangen), Zentrum
- Adt, Eduard, Fabrikant,
WK Pfalz 4 (Zweibrücken, Pirmasens), Nationalliberale Partei
- Ahlwardt, Hermann, Lehrer,
WK Frankfurt 1 (Arnswald, Friedeberg), Antisemiten (Nachwahl 1892)
- Aichbichler, Josef, Bierbrauer und Ökonom in Wolnzach,
WK Oberbayern 4 (Ingolstadt, Freising, Pfaffenhofen), Zentrum
- Althaus, August, Lehrer,
WK Potsdam 5 (Oberbarnim), Freisinnige Partei (Nachwahl 1890)
- Arenberg, Franz von, Diplomat,
WK Aachen 1 (Schleiden, Malmedy, Montjoie), Zentrum
- Arnim, Traugott von, Standesherr und Rittergutsbesitzer in Muskau,
WK Liegnitz 10 (Rothenburg (Oberlausitz), Hoyerswerda), Deutsche Reichspartei
- Arnswaldt-Böhme, Werner von, Rittergutsbesitzer,
 WK Hannover 5 (Melle, Diepholz, Wittlage, Sulingen, Stolzenau), Deutsch-Hannoversche Partei, Hospitant der Zentrumsfraktion
- Arnswaldt-Hardenbostel, Hermann von, Rittergutsbesitzer,
 WK Hannover 6 (Syke, Verden), Deutsch-Hannoversche Partei, Hospitant der Zentrumsfraktion
- Auer, Ignaz, Sattler,
WK Sachsen 17 (Glauchau, Meerane, Hohenstein-Ernstthal), SAPD

## B

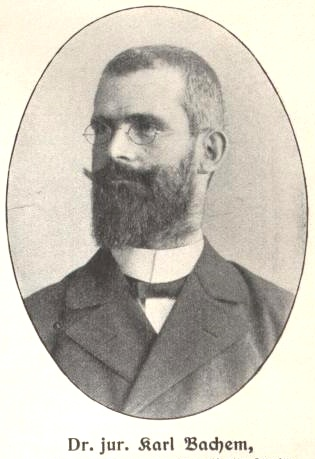
Karl Bachem
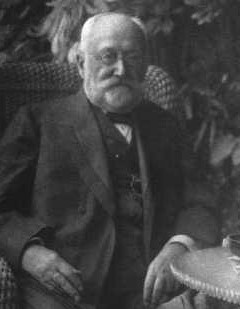
Franz von Ballestrem
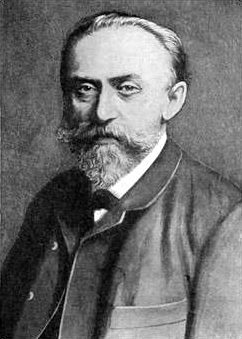
Ludwig Bamberger
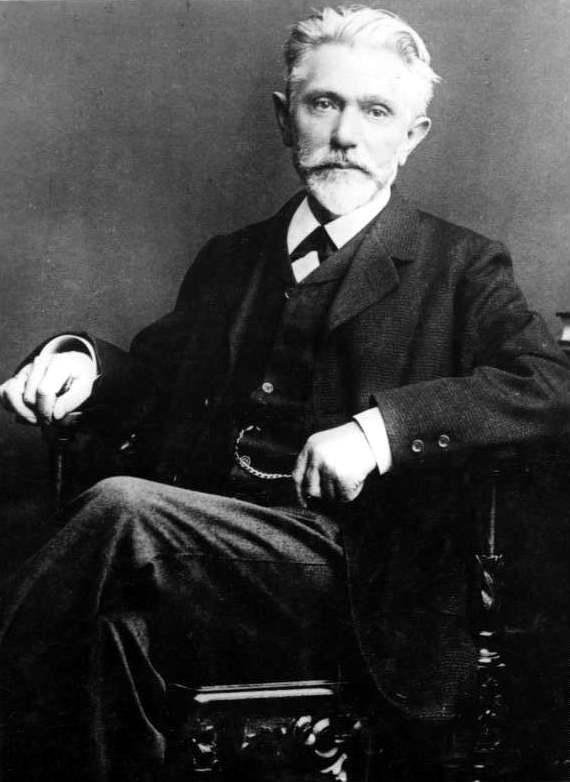
August Bebel
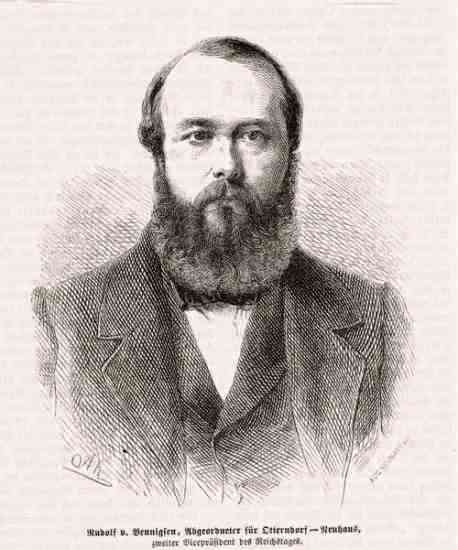
Rudolf von Bennigsen
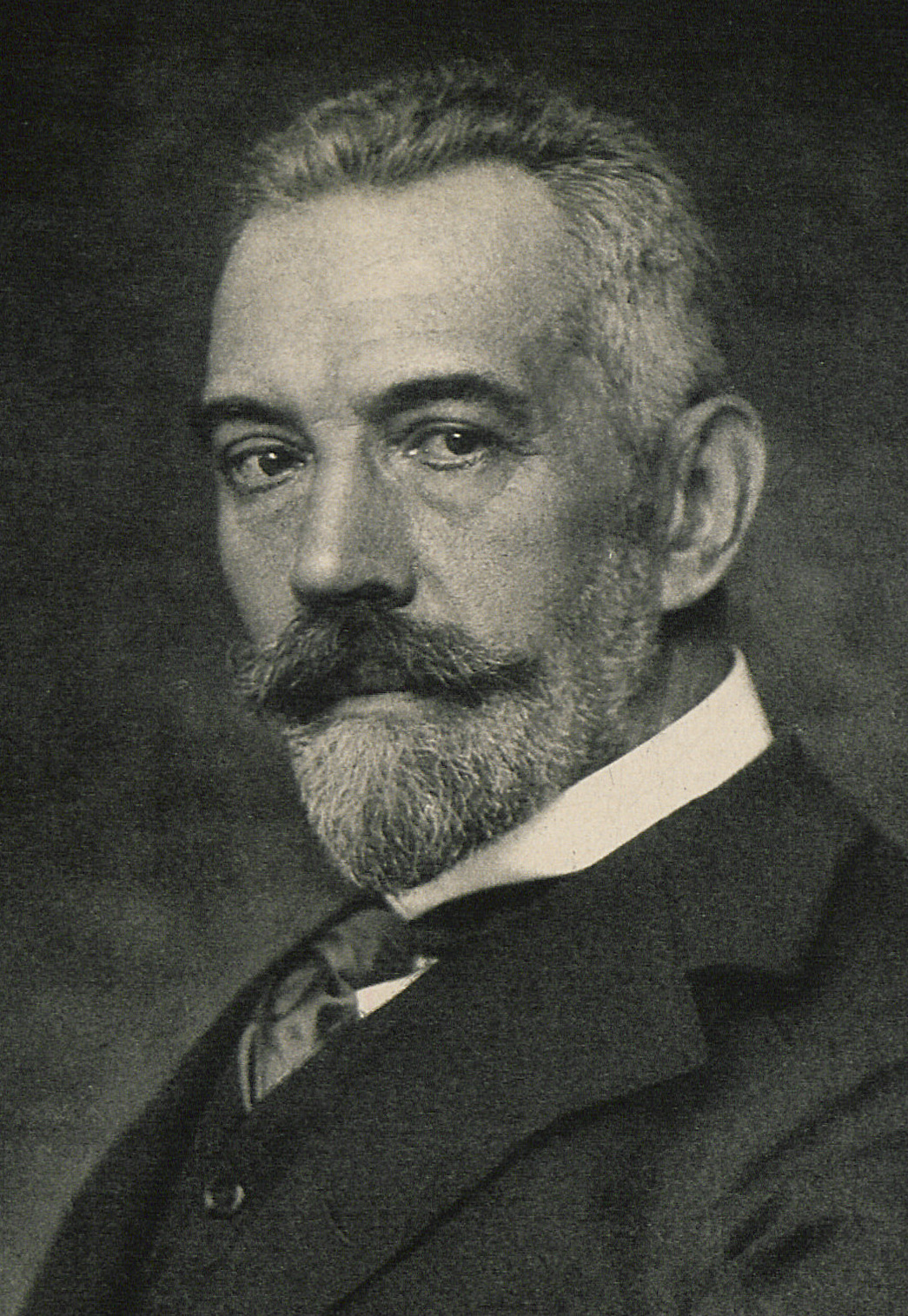
Theobald von Bethmann Hollweg

- Bachem, Carl Joseph Emil, Rechtsanwalt,
 WK Düsseldorf 11 (Krefeld), Zentrum
- Ballestrem, Franz Graf von, Gutsbesitzer und Montanindustrieller,
 WK Oppeln 2 (Oppeln), Zentrum
- Bamberger, Ludwig, Schriftsteller,
WK Hessen 8 (Bingen, Alzey), Deutsche Freisinnige Partei
- Bar, Carl von, Professor der Rechte,
WK Mecklenburg-Schwerin 5 (Rostock, Doberan), Deutsche Freisinnige Partei
- Barth, Wilhelm Theodor, Syndikus der Bremer Handelskammer,
WK Liegnitz 8 (Schönau, Hirschberg), Deutsche Freisinnige Partei
- Baumbach, Iwan, Rittergutsbesitzer,
WK Sachsen-Altenburg, Deutsche Reichspartei
- Baumbach, Karl, Landrat,
WK Berlin 5 (Spandauer Vorstadt, Friedrich-Wilhelm-Stadt, Königsstadt-West), Deutsche Freisinnige Partei
- Bebel, August, Drechslermeister Plauen,
WK Hamburg 1 (Neustadt, St. Pauli), SAPD
- Beckmann, Albert, Fabrikbesitzer Bocholt,
WK Münster 3 (Borken, Recklinghausen), Zentrum
- Behr, Carl von, Rittergutsbesitzer und Landrat,
 WK Stralsund 2 (Greifswald, Grimmen), Deutsche Reichspartei
- Benda, Robert von, Rittergutsbesitzer,
WK Magdeburg 6 (Wanzleben), Nationalliberale Partei
- Bender, Hermann Joseph, Rentier,
 WK Koblenz 2 (Neuwied), Zentrum
- Bennigsen, Rudolf von, Landesdirektor Hannover,
WK Hannover 18 (Stade, Geestemünde, Bremervörde, Osterholz), Nationalliberale Partei
- Berling, Heinrich, Kammerrat in Büchen und Landwirt,
 WK Schleswig-Holstein 10 (Herzogtum Lauenburg), Deutsche Freisinnige Partei
- Bernstorff, Bechtold von, Landrat a. D.,
 WK Hannover 15 (Lüchow, Uelzen, Dannenberg, Bleckede), Deutsch-Hannoversche Partei, Hospitant der Zentrumsfraktion
- Bethmann-Hollweg, Theobald von, Landrat Oberbarnim,
WK Potsdam 5 (Oberbarnim), Deutsche Reichspartei
- Biehl, Georg, Bildhauer und Stuckateur in München,
 WK Schwaben 1(Augsburg, Wertingen), Zentrum
- Birk, Georg, Gastwirt in München,
WK Oberbayern 1 München I (Altstadt, Lehel, Maxvorstadt), SAPD
- Bismarck, Otto von, Reichskanzler a. D.,
WK Hannover 19 (Kehdingen, Neuhaus), keiner Fraktion beigetreten (Nachwahl 1891)
- Blos, Wilhelm, Journalist und Schriftsteller,
WK Braunschweig 1 (Braunschweig, Blankenburg), SAPD
- Bock, Adam, Gutsbesitzer,
WK Aachen 2 (Eupen, Aachen-Land), Zentrum
- Bock, Carl Albert Hermann, Gutsbesitzer,
WK Minden 1 (Minden, Lübbecke), Deutschkonservative Partei
- Bock, Wilhelm, Redakteur und Gewerkschafter,
WK Sachsen-Coburg-Gotha 2 (Gotha), SPD
- Böckel, Otto, Bibliotheksassistent Marburg,
WK Kassel 5 (Marburg, Frankenberg, Kirchhain), Antisemiten (Antisemitische Volkspartei)
- Bödiker, Adolf, Obergerichtsrat Hildesheim,
WK Köln 6 (Mülheim am Rhein, Gummersbach, Wipperfürth), Zentrum
- Boettcher, Friedrich, Publizist,
 WK Waldeck-Pyrmont, Nationalliberale Partei
- Bohtz, Bernhard, Rittergutsbesitzer,
 WK Frankfurt 5 (Oststernberg, Weststernberg), Deutschkonservative Partei
- Brandenburg, Carl, Amtsgerichtsrat,
WK Hannover 3 (Bentheim, Lingen), Zentrum (Nachwahl 1891)
- Braun, Gebhard,
WK Württemberg 16 (Biberach, Leutkirch, Waldsee, Wangen), Zentrum
- Bredow, Ernst von, Landrat und Rittergutsbesitzer,
WK Merseburg 1 (Liebenwerda, Torgau), Deutschkonservative Partei
- Broemel, Max, Publizist,
 WK Stettin 4 (Stettin-Stadt), Freisinnige Partei
- Brüel, Ludwig, Ministerialbeamter,
WK Hannover 15 (Uelzen, Lüchow), Welfe und Hospitant der Zentrumsfraktion (Nachwahl 1890)
- Brünings, Theodor, Landgerichtsrat in Landau,
 WK Pfalz 3 (Germersheim, Bergzabern), Nationalliberale Partei
- Bruhns, Julius, Zigarrenhändler,
WK Bremen, SAPD
- Brunck, Ulrich, Gutsbesitzer,
WK Pfalz 6 (Kaiserslautern, Kirchheimbolanden), Nationalliberale Partei (Nachwahl 1890)
- Buddeberg, Heinrich, Kaufmann,
 WK Sachsen 1 (Zittau), Deutsche Freisinnige Partei
- Bürklin, Albert, Gutsbesitzer,
WK Pfalz 2 (Landau, Neustadt an der Haardt), Nationalliberale Partei
- Büsing, Otto, Senator a. D.,
 WK Mecklenburg-Schwerin 2 (Schwerin, Wismar), Nationalliberale Partei
- Buhl, Franz Armand, Gutsbesitzer,
 WK Pfalz 5 (Homburg, Kusel), Nationalliberale Partei
- Buol-Berenberg, Rudolf von, Landgerichtsrat Mannheim,
 WK Baden 14 (Tauberbischofsheim, Buchen), Zentrum
- Burlein, Leonhard, Kaufmann in Eßleben,
WK Unterfranken 5 (Schweinfurt, Haßfurt, Ebern), Zentrum
- Busse, Hermann von, Landrat a. D.,
 WK Köslin 5 (Neustettin), Deutschkonservative Partei

Georg Birk
Wilhelm Blos
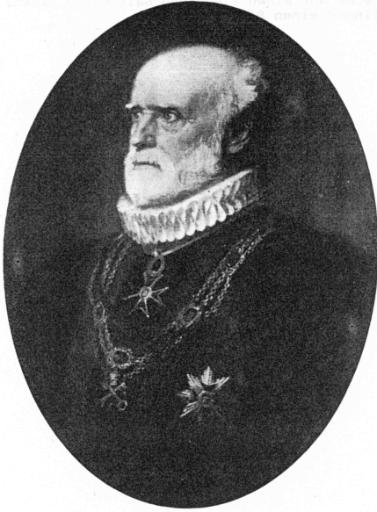
Adam Bock
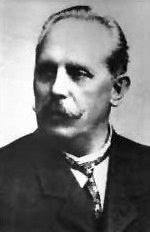
Wilhelm Bock
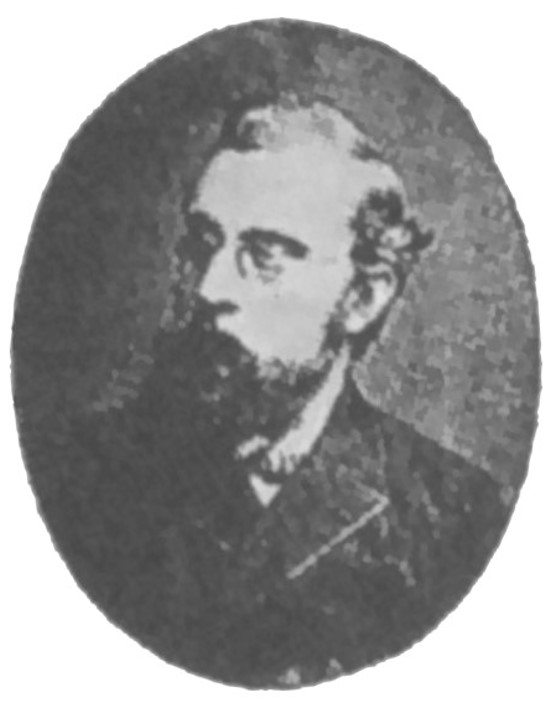
Otto Böckel
Franz Armand Buhl
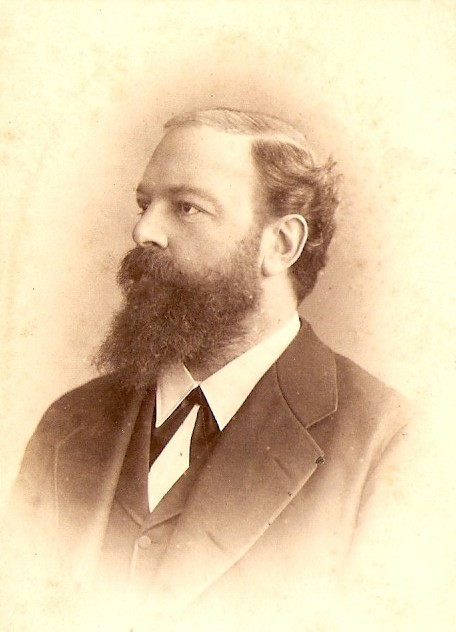
Rudolf von Buol-Berenberg
Leonhard Burlein

## C

Friedrich von Carmer

- Carmer-Osten, Friedrich von, Rittergutsbesitzer,
 WK Breslau 1 (Guhrau, Steinau, Wohlau), Deutschkonservative Partei
- Casselmann, Leopold, Rechtsanwalt,
WK Oberfranken 2 (Bayreuth), Nationalliberale Partei (Nachwahl 1892)
- Cegielski, Stephan, Fabrikbesitzer,
 WK Posen 1 Posen, Polnische Fraktion
- Johann Anton Graf Chamaré, Erbherr,
 WK Breslau 13 (Frankenstein, Münsterberg), Zentrum
- Clemm, Carl, Verwaltungsrat der BASF Ludwigshafen,
 WK Pfalz 1 (Speyer, Ludwigshafen am Rhein, Frankenthal), Nationalliberale Partei
- Colmar-Meyenburg, Axel von, Landrat und Rittergutbesitzer,
 WK Bromberg 1 (Czarnikau, Filehne, Kolmar in Posen), Deutschkonservative Partei
- Cuny, Ludwig von, Professor der Rechte Berlin,
WK Koblenz 4 (Kreuznach, Simmern), Nationalliberale Partei
- Czartoryski, Adam Fürst, Rittergutsbesitzer,
 WK Posen 5 (Kröben), Polnische Fraktion
- Czartoryski, Idzizlaw, Rittergutsbesitzer,
 WK Posen 4 (Buk, Schmiegel, Kosten), Polnische Fraktion

## D

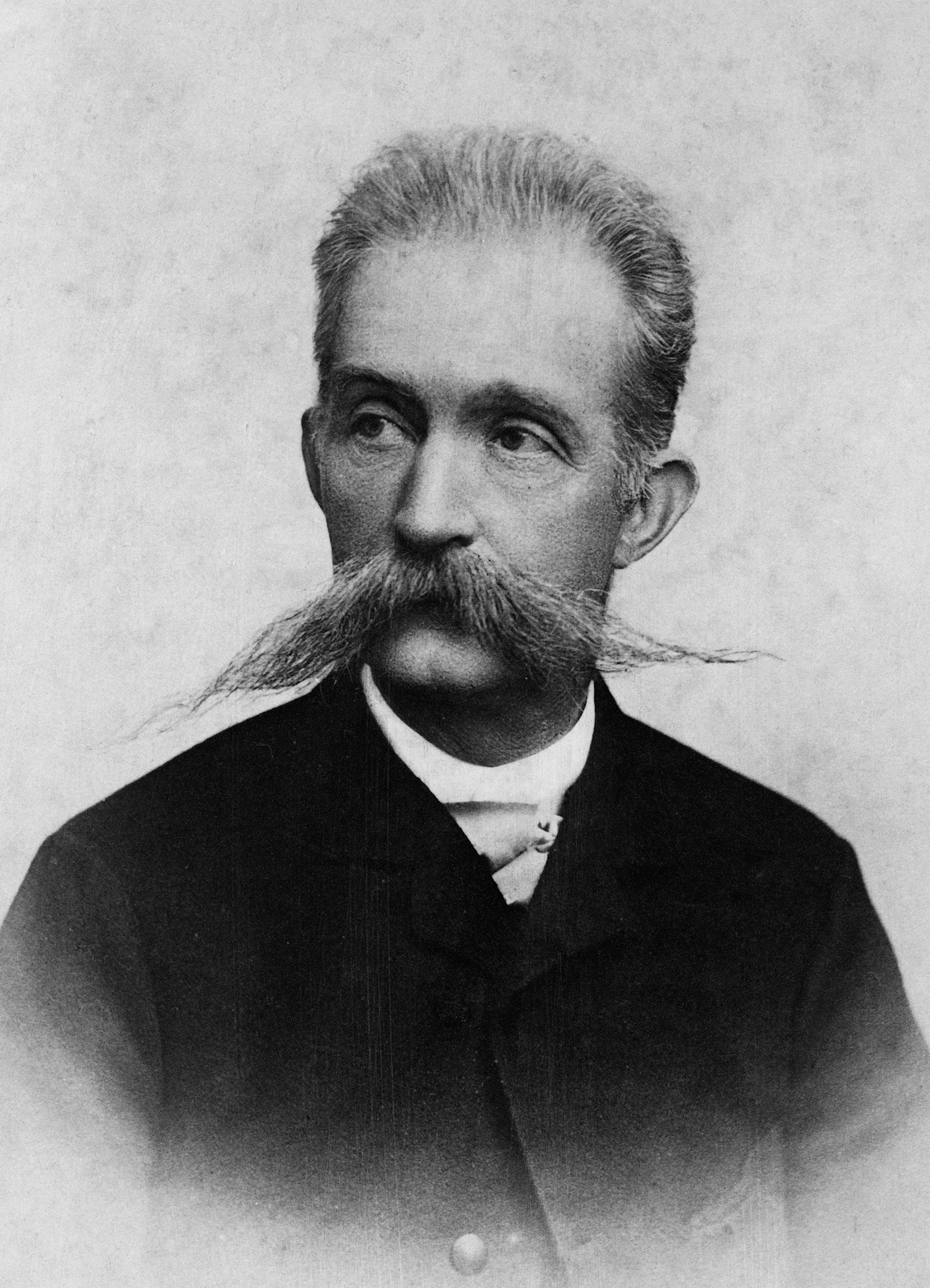
Georg von der Decken
Johann Heinrich Wilhelm Dietz
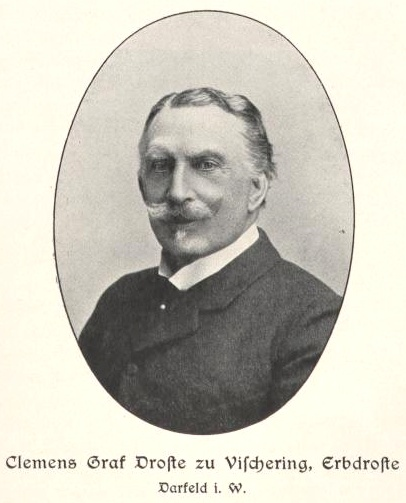
Clemens Droste zu Vischering

- Dalwigk-Lichtenfels, Franz von, Rittergutsbesitzer,
 WK Düsseldorf 12 (Neuss, Grevenbroich), Zentrum
- Dau, Gustav, Hofbesitzer,
WK Köslin 1 (Stolp, Lauenburg in Pommern), Freisinnige Partei (Nachwahl 1891)
- Decken, Georg von der, Majoratsherr zu Ringelheim,
WK Hannover 7 (Nienburg, Neustadt am Rübenberge, Fallingbostel), Deutsch-Hannoversche Partei
- Decken, Otto von der, Landschaftsrat,
WK Hannover 14 (Gifhorn, Celle, Peine, Burgdorf), Deutsche-Hannoversche Partei
- Dejanicz-Gliszczynski, Anton von, Geheimer Obergerichts- und Kammergerichtsrat,
WK Oppeln 8 (Ratibor), Zentrum
- Dellès, Johannes Michael, Pfarrer,
 WK Elsaß-Lothringen 14 (Metz), Elsaß-Lothringer
- Dieden, Christian, Weingutbesitzer,
 WK Trier 2 (Wittlich, Bernkastel), Zentrum
- Dietrich, Eugène de, Eisenhüttenbesitzer,
 WK Elsaß-Lothringen 10 (Hagenau, Weißenburg), Elsaß-Lothringer
- Dietz, Johann Heinrich Wilhelm, Schriftsetzer,
 WK Hamburg 2 (Altstadt, St. Georg, Hammerbrook), SAPD
- Dillinger, Adolf, Druckereibesitzer und Verleger,
WK Baden 9 (Pforzheim, Ettlingen), Deutsche Volkspartei
- Dodillet, Gustav, Oberregierungsrat,
 Gumbinnen 3 (Gumbinnen, Insterburg), Deutschkonservative Partei
- Dönhoff, August von, Mitglied des Herrenhauses,
WK Königsberg 4 (Fischhausen, Königsberg-Land), Deutschkonservative Partei
- Dohna-Schlobitten, Richard zu, Hofjägermeister,
 WK Danzig 1 (Marienburg, Elbing), Deutschkonservative Partei
- Dohrn, Heinrich, Zoologe,
WK Merseburg 2 (Schweinitz, Wittenberg), Deutsche Freisinnige Partei
- Donimirski, Heinrich von, Rittergutsbesitzer,
WK Marienwerder 1 (Marienwerder, Stuhm), Polnische Fraktion (Nachwahl 1892)
- Douglas, Wilhelm von, Gutsbesitzer,
 WK Baden 13 (Bretten, Sinsheim), Deutschkonservative Partei
- Dreesbach, August, Tischler,
WK Baden 11 (Mannheim), SAPD
- Droste zu Vischering, Clemens Heidenreich, Erbdroste im Fürstentum Münster,
 WK Kassel 7 (Fulda, Schlüchtern, Gersfeld), Zentrum
- Dziembowski-Pomian, Sigismund von, Rechtsanwalt,
 WK Posen 8 (Wreschen, Pleschen, Jarotschin), Polnische Fraktion

## E
- Eberty, Eduard Gustav, Stadtrat Berlin,
WK Breslau 10 (Waldenburg), Deutsche Freisinnige Partei
- Endemann, Friedrich Carl, Arzt,
WK Kassel 2 (Kassel, Melsungen), Nationalliberale Partei (Nachwahl 1891)
- Evers, Hermann, Landgerichtsrat Bielefeld,
 WK Minden 3 (Bielefeld, Wiedenbrück), Zentrum

## F

Friedrich Feustel
Karl Hermann Förster

- Feustel, Friedrich, Bankier,
WK Oberfranken 2 (Bayreuth, Wunsiedel, Berneck), Nationalliberale Partei
- Fischer, Konrad, Buchdruckereibesitzer und Verleger,
WK Oberbayern 5 (Wasserburg, Erding, Mühldorf), Zentrum
- Flügge, Wilhelm, Rittergutsbesitzer,
 WK Stettin 6 (Naugard, Regenwalde), Deutschkonservative Partei
- Förster, Karl Hermann, Zigarrenfabrikant Hamburg,
WK Reuß älterer Linie, SAPD
- Forckenbeck, Max von, Rechtsanwalt,
WK Liegnitz 2 (Sagan, Sprottau), Deutsche Freisinnige Partei
- Franckenstein, Johann Karl von und zu, Rittergutsbesitzer,
 WK Unterfranken 3 (Lohr, Karlstadt, Hammelburg, Marktheidenfeld, Gemünden), Zentrum
- Franz, Adolph, Redakteur,
WK Oppeln 3 (Groß Strehlitz, Kosel), Zentrum
- Frege, Arnold Woldemar, Rittergutsbesitzer,
 WK Sachsen 14 (Borna, Geithain, Rochlitz), Deutschkonservative Partei
- Friedländer, Julius, Bankdirektor Breslau,
WK Liegnitz 5 (Löwenberg), Deutsche Freisinnige Partei
- Friesen-Rötha, Heinrich von, Majoratsherr,
WK Sachsen 7 (Meißen, Großenhain, Riesa), Deutschkonservative Partei
- Fritzen, Aloys, Landesrat,
 WK Düsseldorf 9 (Kempen), Zentrum
- Fritzen, Karl,
WK Koblenz 3 (Koblenz, St. Goar), Zentrum
- Frohme, Karl, Schriftsteller,
 WK Schleswig-Holstein 8 (Altona, Stormarn), SAPD
- Funck, Carl, Lederhändler,
WK Wiesbaden 1 (Obertaunus, Höchst, Usingen), Deutsche Freisinnige Partei
- Fusangel, Johannes, Journalist,
WK Arnsberg 2 (Arnsberg, Meschede), Zentrum (Nachwahl 1893)

Aloys Fritzen
Karl Fritzen
Karl Frohme

## G

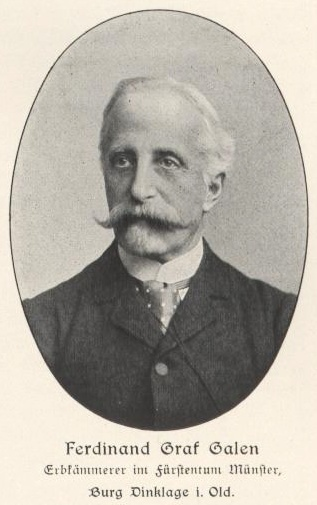
Ferdinand Heribert von Galen
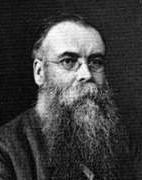
Adolf Gröber
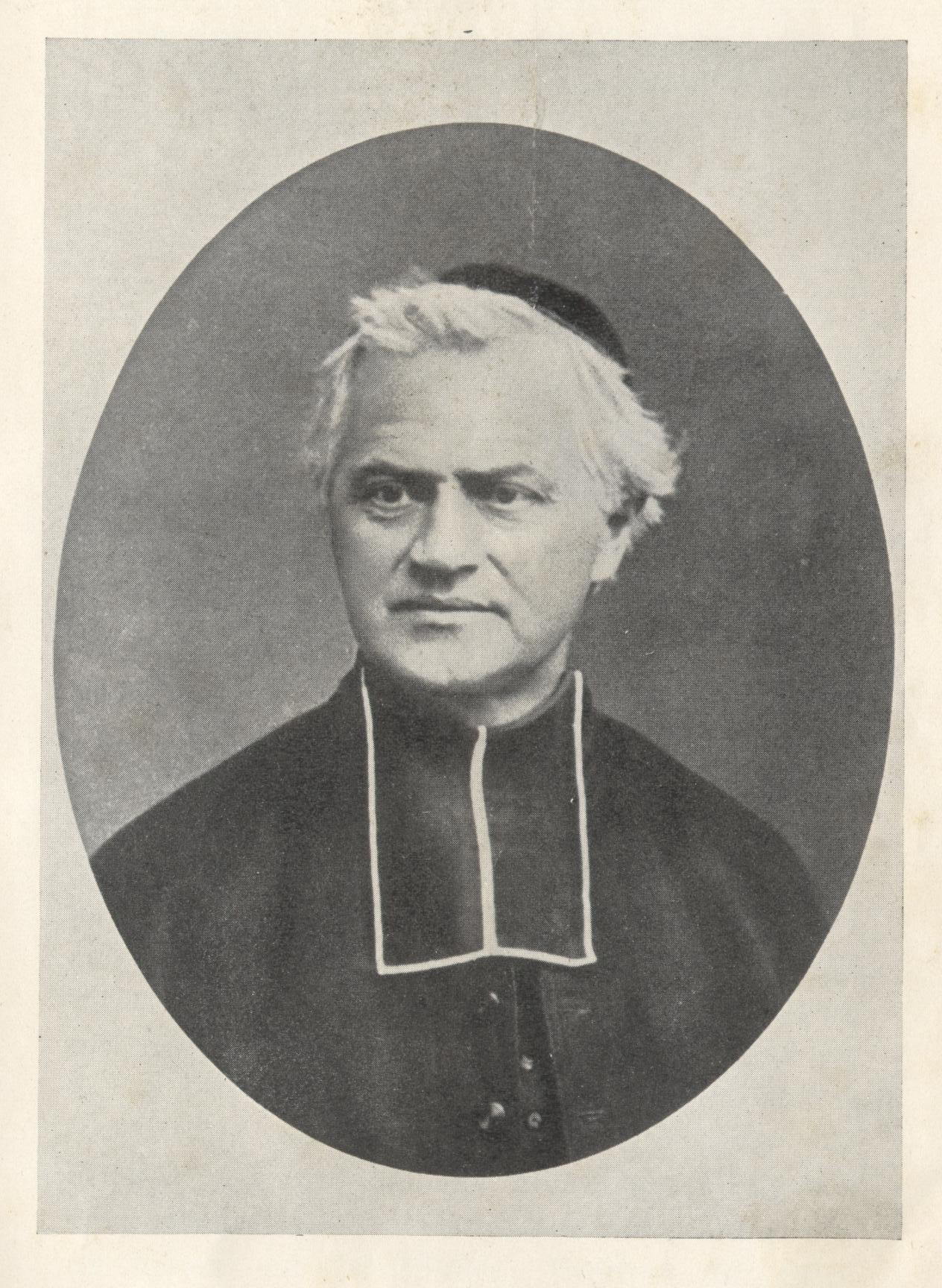
Joseph Guerber

- Gagern, Friedrich von, Gutsbesitzer,
WK Oberfranken 4 (Kronach, Staffelstein, Lichtenfels, Stadtsteinach, Teuschnitz), Zentrum
- Galen, Ferdinand Heribert von, Erbkämmerer des Fürstentums Münster,
 WK Oldenburg 3 (Vechta, Delmenhorst, Cloppenburg, Wildeshausen, Berne, Friesoythe), Zentrum
- Gamp-Massaunen, Karl von, Rat im Preußischen Handelsministerium,
WK Marienwerder 8 (Deutsch-Krone), Deutsche Reichspartei
- Gebhard, Hermann, Stadt-Direktor Bremerhaven,
WK Hannover 19 (Neuhaus (Oste), Hadeln, Lehe, Kehdingen, Jork), Nationalliberale Partei
- Gehlert, Arthur, Fabrikant,
WK Sachsen 20 (Marienberg, Zschopau), Deutsche Reichspartei
- Gerlach, August von, Landrat Kammin,
WK Köslin 3 (Köslin, Kolberg-Körlin, Bublitz), Deutschkonservative Partei
- Geyer, Friedrich, Zigarrenfabrikant,
 WK Sachsen 13 (Leipzig-Land, Taucha, Markranstädt, Zwenkau), SAPD
- Giese, Eduard, Richter,
 WK Sachsen 11 (Oschatz, Wurzen, Grimma), Deutschkonservative Partei
- Göser, Johannes, Stadtpfarrer Saulgau,
WK Württemberg 17 (Ravensburg, Tettnang, Saulgau, Riedlingen), Zentrum
- Götz, Albert, Unternehmer,
WK Sachsen 12 (Leipzig-Stadt), Nationalliberale Partei
- Goldschmidt, Johannes, Brauereidirektor,
 WK Breslau 5 (Ohlau, Strehlen, Nimptsch), Deutsche Freisinnige Partei
- Grad, Charles, Geologe und Unternehmer,
 WK Elsaß-Lothringen 3 (Kolmar), Elsaß-Lothringer
- Graeve, Ludwig Edler von, Rittergutsbesitzer,
WK Posen 7 (Schrimm, Schroda), Polnische Fraktion
- Graf, Fidelis, Amtsgerichtsrat Sigmaringen,
WK Hohenzollernsche Lande (Sigmaringen, Hechingen), Zentrum
- Grand-Ry, Andreas von, Gutsbesitzer,
 WK Koblenz 6 (Adenau, Cochem, Zell), Zentrum
- Greiß, Adolf, Landgerichtsrat Köln,
WK Köln 1 (Köln-Stadt), Zentrum
- Grillenberger, Karl, Korrektor in einer Druckerei,
 WK Mittelfranken 1 (Nürnberg), SAPD
- Gröber, Adolf, Staatsanwalt am Landgericht Ravensburg,
WK Württemberg 15 (Ehingen, Blaubeuren, Laupheim, Münsingen), Zentrum
- Grumbt, Carl Ernst, Holzhändler und Schneidemühlbesitzer Dresden-Neustadt,
WK Sachsen 8 (Pirna, Sebnitz), Deutsche Reichspartei
- Gültlingen, Wilhelm von, Landgerichtsrat,
 WK Württemberg 7 (Nagold, Calw, Neuenbürg, Herrenberg), Deutsche Reichspartei
- Günther, Julius, Landgerichtspräsident Naumburg,
WK Merseburg 8 (Naumburg, Weißenfels, Zeitz), Nationalliberale Partei
- Guerber, Joseph, Kanoniker,
 WK Elsaß-Lothringen 4 (Gebweiler), Elsaß-Lothringer
- Gustedt-Lablacken, Werner von, Herrschaftsbesitzer,
WK Königsberg 2 (Labiau, Wehlau), Deutschkonservative Partei
- Gutfleisch, Egidius, Rechtsanwalt in Gießen,
WK Hessen 2 (Friedberg, Büdingen, Vilbel), Deutsche Freisinnige Partei

## H

Albert Hänel
Friedrich Hammacher
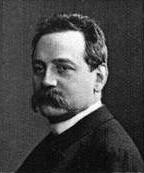
Conrad Haußmann
Max Hirsch

- Haanen, Bartholomäus, Kaufmann,
 WK Trier 4 (Saarlouis, Merzig, Saarburg), Zentrum
- Haberland, Georg, Maler und Vergolder in Eggenfelden,
WK Niederbayern 4 (Pfarrkirchen, Eggenfelden, Griesbach), Zentrum
- Hacke, Fritz, Anwalt beim Reichsgericht,
WK Hannover 2 (Aurich, Wittmund, Leer), Deutsche Freisinnige Partei
- Haehnle, Hans, Textilfabrikant,
WK Württemberg 14 (Ulm, Heidenheim, Geislingen), Deutsche Volkspartei
- Hänel, Albert, Professor Kiel,
WK Schleswig-Holstein 7 (Kiel, Rendsburg), Deutsche Freisinnige Partei
- Haerle, Georg, Privatier Heilbronn,
WK Württemberg 3, (Heilbronn, Besigheim, Brackenheim), Deutsche Volkspartei
- Hahn, Oscar, Oberverwaltungsgerichtsrat Berlin,
WK Bromberg 3 (Bromberg), Deutschkonservative Partei
- Hake, Otto von, Rittergutsbesitzer,
WK Hannover 10 (Hildesheim, Marienburg, Alfeld (Leine), Gronau), Deutsch-Hannoversche Partei, Hospitant der Zentrumsfraktion
- Hammacher, Friedrich, Rentier,
WK Düsseldorf 6 (Duisburg, Mülheim an der Ruhr, Ruhrort, Oberhausen), Nationalliberale Partei
- Hammerstein, Wilhelm Joachim von, Rittergutsbesitzer,
WK Minden 2 (Herford, Halle), Konservative Partei (Nachwahl 1892)
- Handjery, Nicolaus von, Landrat,
WK Potsdam 10 (Teltow, Beeskow-Storkow), Deutschkonservative Partei
- Harm, Friedrich, Kaufmann,
WK Düsseldorf 2 (Elberfeld, Barmen), SAPD
- Harmening, Ernst, Jurist und Schriftsteller,
WK Sachsen-Weimar-Eisenach 2 (Eisenach, Dermbach), Deutsche Freisinnige Partei
- Hartmann, Friedrich, Landwirt,
WK Württemberg 11 (Hall, Backnang, Öhringen, Neckarsulm, Weinsberg), Deutsche Volkspartei (Nachwahl 1891)
- Hartmann, Alwin, Staatsanwalt,
WK Sachsen 23 (Plauen, Oelsnitz, Klingenthal), Deutschkonservative Partei
- Hastedt, Wilhelm, Brauerei- und Rittergutsbesitzer,
WK Hannover 17 (Harburg, Rotenburg in Hannover, Zeven), Nationalliberale Partei
- Hatzfeldt-Trachtenberg, Hermann Fürst von, Herrschaftsbesitzer,
WK Breslau 2 (Militsch, Trebnitz), Deutsche Reichspartei
- Haus, Adam, Pfarrer in Wörth a. M.,
WK Unterfranken 1 (Aschaffenburg, Alzenau, Obernburg, Miltenberg), Zentrum
- Haußmann, Conrad, Rechtsanwalt Stuttgart,
WK Württemberg 9 (Balingen, Rottweil, Spaichingen, Tuttlingen), Deutsche Volkspartei
- Heereman von Zuydwyck, Clemens von, Rittergutsbesitzer,
WK Münster 2 (Münster, Coesfeld), Zentrum
- Heine, August, Hutmacher in Halberstadt,
 WK Magdeburg 7 (Aschersleben, Quedlinburg, Calbe an der Saale), SAPD
- Helldorff, Otto von, Landrat,
WK Marienwerder 7 (Schlochau, Flatow), Konservative Partei (Nachwahl 1890)
- Hellmann, Hans von, Landrat Kreis Lissa,
WK Posen 6 (Fraustadt, Lissa), Deutsche Reichspartei
- Hempel, Georg, Industrieller und Rittergutsbesitzer,
WK Sachsen 3 (Bautzen, Kamenz, Bischofswerda), Deutschkonservative Partei
- Henk, Ludwig von, Vizeadmiral z.D.,
WK Stettin 2 (Ueckermünde, Usedom-Wollin), Deutschkonservative Partei
- Hermes, Hugo, Kaufmann,
WK Potsdam 8 (Brandenburg an der Havel, Westhavelland), Deutsche Freisinnige Partei
- Hermes, Otto, Direktor des Berliner Aquariums,
WK Liegnitz 7 (Landeshut, Jauer, Bolkenhain), Deutsche Freisinnige Partei
- Hesse, Heinrich, Rentner in Paderborn,
WK Minden 4 (Paderborn, Büren), Zentrum
- Hickel, Charles, Schreiner und Händler,
 WK Elsaß-Lothringen 2 (Mülhausen), SAPD
- Hilpert, Andreas, Ehemaliger Bäcker und Bierbrauer,
 WK Oberpfalz 2 (Amberg, Nabburg, Sulzbach, Eschenbach), Zentrum
- Hinze, Hugo, Major a. D.,
WK Oldenburg 1 Oldenburg, (Eutin, Birkenfeld), Deutsche Freisinnige Partei
- Hirsch, Max, Schriftsteller,
WK Merseburg 3 (Bitterfeld, Delitzsch), Deutsche Freisinnige Partei
- Hitze, Franz, Generalsekretär des „Arbeiterwohl“,
WK Aachen 5 (Geilenkirchen, Heinsberg, Erkelenz), Zentrum
- Hoeffel, Johannes, Arzt und Bürgermeister von Buchsweiler,
WK Elsaß-Lothringen 11 (Zabern), Deutsche Reichspartei
- Hoensbroech, Wilhelm von und zu, Erbmarschall im Herzogtum Geldern,
 WK Düsseldorf 7 (Moers, Rees), Zentrum
- Hoffmann, Reinhold, Unternehmer und Rittergutsbesitzer,
WK Sachsen 2 (Löbau), Nationalliberale Partei
- Hofmann, Franz, Zigarrenfabrikant,
WK Sachsen 22 (Auerbach), Sozialdemokratische Partei (Nachwahl 1892)
- Hohenlohe-Öhringen, Christian Kraft zu, Montanindustrieller,
WK Oppeln 1 (Kreuzburg, Rosenberg O.S.), Deutschkonservative Partei
- Holleuffer, Hans Dietrich von, Landrat Löwenberg,
WK Liegnitz 5 (Löwenberg), Konservative Partei (Nachwahl 1892)
- Holstein, Conrad Graf von, Gutsbesitzer
WK Schleswig-Holstein 9 (Oldenburg in Holstein, Plön), Deutschkonservative Partei
- Holtz, Otto, Rittergutsbesitzer,
WK Marienwerder 5 (Schwetz), Deutsche Reichspartei
- Holtzmann, Eugen, Fabrikbesitzer,
WK Sachsen 21 (Annaberg, Schwarzenberg, Johanngeorgenstadt), Nationalliberale Partei
- Hompesch-Rurich, Alfred Graf von, Rittergutsbesitzer,
WK Aachen 4 (Düren, Jülich), Zentrum
- Horn, Albert, fürstbischöflicher Stiftsassessor,
 WK Oppeln 12 (Neisse), Zentrum
- Hornstein, Hermann von, Gutsbesitzer,
 WK Baden 2 (Donaueschingen, Villingen), fraktionslos konservativ
- Horwitz, Heinrich Joseph, Rechtsanwalt Berlin,
WK Erfurt 3 (Mühlhausen, Langensalza, Weißensee), Deutsche Freisinnige Partei
- Hosang, Jacob, Landwirt und Grubenbesitzer,
WK Magdeburg 5 (Neuhaldensleben, Wolmirstedt), Nationalliberale Partei
- Hülst, Theodor van, Landwirt und Gutsbesitzer,
 WK Hannover 1 (Emden, Norden, Weener), Nationalliberale Partei
- Huene, Karl von, Rittergutsbesitzer,
WK Breslau 8 (Neumarkt, Breslau-Land), Zentrum
- Hug, Friedrich, Stiftungsverwalter,
WK Baden 1 (Konstanz, Überlingen, Stockach), Zentrum
- Hultzsch, Theodor, Kaufmann und Bankier,
WK Sachsen 5 (Dresden links der Elbe), Deutschkonservative Partei

Franz Hitze
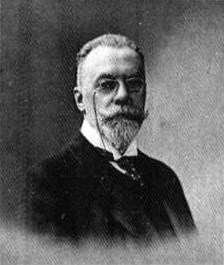
Christian Kraft zu Hohenlohe-Öhringen
A. Hompesch

## J
- Jagow, Günther von, Gutsbesitzer,
WK Potsdam 1 (Westprignitz), Deutschkonservative Partei
- Jagow, Hermann von, Gutsbesitzer,
WK Magdeburg 2 (Stendal, Osterburg), Deutschkonservative Partei
- Janta-Polczynski, Roman von, Rittergutsbesitzer,
WK Danzig 4 (Neustadt (Westpr.), Putzig, Karthaus), Polnische Fraktion
- Jazdzewski, Ludwig von, katholischer Theologe
WK Posen 9 (Krotoschin, Koschmin), Polnische Fraktion
- Jebsen, Michael, Dampfschiffreeder,
WK Schleswig-Holstein 2 (Apenrade, Flensburg), Nationalliberale Partei
- Jeschke, Cuno, Kaufmann und Bergwerksbesitzer
WK Frankfurt 8 (Sorau, Forst), Deutsche Freisinnige Partei
- Jöst, Franz, Kehlleistenfabrikant in Mainz,
WK Hessen 9 (Mainz, Oppenheim), SAPD
- Johannsen, Gustav, Redakteur und Zeitungsverleger,
WK Schleswig-Holstein 1 (Hadersleben, Sonderburg), Däne
- Jordan, Louis, Rentier,
WK Liegnitz 1 (Grünberg, Freystadt), Freisinnige Partei
- Jungfer, Georg, Baurat,
WK Liegnitz 6 (Liegnitz-Stadt), Freisinnige Partei (Nachwahl 1893)

## K

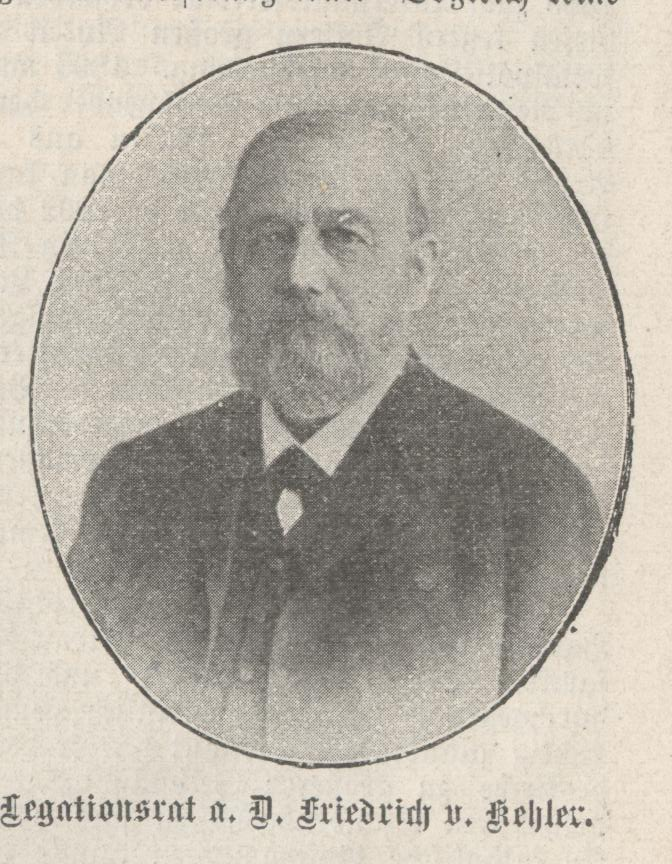
Friedrich von Kehler

- Kalkstein, Michael von, Rittergutsbesitzer,
WK Danzig 5 (Stargard, Berent), Polnische Fraktion (Nachwahl 1893)
- Kanitz, Hans von, Rittergutsbesitzer,
WK Gumbinnen 2 (Ragnit, Pillkallen), Deutschkonservative Partei
- Kardorff, Wilhelm von,
 WK Breslau 3, (Groß Wartenberg, Oels), Deutsche Reichspartei
- Kauffmann, Gustav, Rechtsanwalt und Notar in Berlin,
 WK Wiesbaden 5 (Dillkreis, Oberwesterwald), Deutsche Freisinnige Partei
- Kehler, Friedrich von, Legationsrat a. D.,
 WK Düsseldorf 10 (Gladbach), Zentrum
- Keller, Kilian, Bürgermeister Giebelstadt,
 WK Mittelfranken 6 (Rothenburg ob der Tauber, Neustadt an der Aisch), Nationalliberale Partei
- Kercher, Friedrich, Schultheiß von Iptingen,
WK Württemberg 4 (Böblingen, Vaihingen, Leonberg, Maulbronn), Deutsche Volkspartei
- Kersting, Ferdinand, Gutsbesitzer,
 WK Arnsberg 8 (Lippstadt, Brilon), Zentrum
- Keudell, Robert von, Diplomat,
 WK Stralsund 1 (Rügen, Stralsund, Franzburg), Deutsche Reichspartei
- Kirchammer, Sebastian, Bürgermeister Volkenschwand,
WK Niederbayern 6 (Kelheim, Rottenburg, Mallersdorf), Zentrum
- Kleist, Conrad von, Rittergutsbesitzer,
 WK Köslin 4 (Belgard, Schivelbein, Dramburg), Deutschkonservative Partei
- Kleist-Retzow, Hans Hugo von, Oberpräsident a. D.
 WK Minden 2 (Herford, Halle (Westfalen)), Deutschkonservative Partei
- Klemm, Heinrich Hermann, Oberappellations- und Oberlandesgerichtsrat in Dresden,
WK Sachsen 4 (Dresden rechts der Elbe, Radeberg, Radeburg), Deutschkonservative Partei
- Klose, Florian, Gutsbesitzer,
WK Oppeln 9 (Leobschütz), Zentrum
- Knörcke, Gustav, Prediger und Standesbeamter,
 WK Schwarzburg-Rudolstadt, Deutsche Freisinnige Partei
- Koch, Fritz, Gutsbesitzer in Gumtow,
WK Potsdam 2 (Ostprignitz), Deutsche Freisinnige Partei
- Kochann, Friedrich Franz, Stadtgerichtsrat Berlin,
 WK Koblenz 5(Mayen, Ahrweiler), Zentrum
- Komierowski, Roman von, Rittergutsbesitzer,
 WK Bromberg 5 (Gnesen, Wongrowitz, Witkowo), Polnische Fraktion
- Kosciol-Koscielski, Joseph von, Rittergutsbesitzer,
 WK Bromberg 4 (Inowrazlaw, Mogilno, Strelno), Polnische Fraktion
- Kossowski, Boleslaw von, Rittergutsbesitzer,
 WK Danzig 5 (Berent, Preußisch Stargard, Dirschau), Polnische Fraktion
- Kraemer, Heinrich, Bürgermeister Kirchen (Sieg),
WK Koblenz 1 (Wetzlar, Altenkirchen), Nationalliberale Partei
- Krause, Karl Gotthold, Stadtrat Berlin,
WK Merseburg 6 (Sangerhausen, Eckartsberga), Deutsche Freisinnige Partei
- Krebs, Cölestin, Amtsgerichtsrat Liebstadt,
WK Königsberg 6 (Braunsberg, Heilsberg), Zentrum
- Kropatscheck, Hermann, Oberlehrer a. D.,
WK Potsdam 9 (Zauch-Belzig, Jüterbog-Luckenwalde), Deutschkonservative Partei
- Küchly, Peter, Erzpriester Saarburg,
 WK Elsaß-Lothringen 15 (Saarburg, Chateau-Salins), Elsaß-Lothringer
- Kunert, Fritz, Volksschullehrer,
WK Merseburg 4 (Halle (Saale), Saalkreis), SAPD
- Kurtz, Carl, Landgerichtsdirektor Dresden,
WK Sachsen 22 (Auerbach, Reichenbach), Deutschkonservative Partei
- Kwilecki, Hektor von, Rittergutsbesitzer,
 WK Posen 2 (Samter, Birnbaum, Obornik, Schwerin (Warthe)), Polnische Fraktion

## L

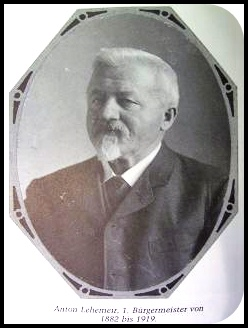
Anton Lehemeir
Franz Xaver Lender
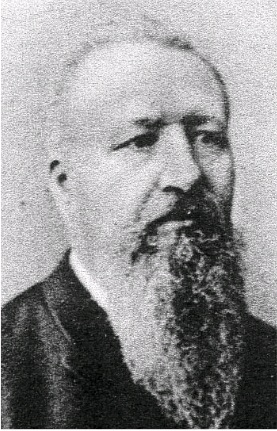
Paul Letocha

- Landes, Josef, Stadtpfarrer Kaufbeuren,
WK Schwaben 6 (Immenstadt, Sonthofen, Kempten (Allgäu), Lindau (Bodensee)), Zentrum
- Lang, Irénée, Fabrikant,
WK Elsaß-Lothringen 6 (Schlettstadt), Elsaß-Lothringer
- Lange, Gustav, Kaufmann in Liegnitz,
WK Liegnitz 6 (Goldberg-Haynau), Deutsche Freisinnige Partei
- Langerfeldt, Georg, Rechtsanwalt Bückeburg,
WK Schaumburg-Lippe, fortschrittlich liberal, fraktionslos
- Langerhans, Paul, Arzt,
WK Arnsberg 3 (Altena, Iserlohn, Lüdenscheid), Freisinnige Partei
- Lauck, Karl, Landgerichtsrat Freiburg,
WK Baden 4 (Lörrach, Müllheim), Zentrum
- Leemann, Julius, Landwirtschaftsinspektor Heilbronn,
 WK Württemberg 11 (Hall, Backnang, Öhringen, Neckarsulm, Weinsberg), Nationalliberale Partei
- Lehemeir, Anton, Bürgermeister Trostberg,
WK Oberbayern 8 (Traunstein, Laufen, Berchtesgaden, Altötting), Zentrum
- Lehner, Johann, Amtsgerichtssekretär und Ökonomiebesitzer,
WK Oberpfalz 5 (Neustadt a. d. Waldnaab, Vohenstrauß, Tirschenreuth), Zentrum
- Lender, Franz Xaver, Dekan und Pfarrer in Sasbach,
WK Baden 8 (Rastatt, Bühl, Baden-Baden), Zentrum
- Leonhard, Franz Xaver, Stadtpfarrer Deggendorf,
WK Niederbayern 5 (Deggendorf, Regen, Viechtach, Kötzting), Zentrum
- Lerzer, Johann, Ökonom und Bürgermeister in Thannhausen,
WK Oberpfalz 3 (Neumarkt, Velburg, Hemau), Zentrum
- Letocha, Paul, Amtsgerichtsrat Berlin,
WK Oppeln 6 (Kattowitz, Zabrze), Zentrum
- Leuschner, Ernst, Berg- und Hüttendirektor,
WK Merseburg 5 (Mansfelder Seekreis, Mansfelder Gebirgskreis), Deutsche Reichspartei
- Levetzow, Albert von, Landesdirektor der Provinz Brandenburg,
WK Frankfurt 3 (Königsberg (Neumark)), Deutschkonservative Partei, als Reichstagspräsident fraktionslos
- Lieber, Ernst, 
WK Wiesbaden 3 (St. Goarshausen, Unterwesterwald), Zentrum
- Liebermann von Sonnenberg, Max, Publizist,
WK Kassel 3 (Fritzlar, Homberg, Ziegenhain), Antisemiten (Deutschsoziale Partei)
- Liebknecht, Wilhelm, Journalist,
 WK Berlin 6 (Wedding, Gesundbrunnen, Moabit, Oranienburger Vorstadt, Rosenthaler Vorstadt), SAPD
- Limbourg, Johann Peter, Gutsbesitzer,
WK Trier 1 (Daun, Bitburg, Prüm), Zentrum
- Lingens, Joseph, Rechtsanwalt in Aachen,
WK Köln 5 (Siegkreis, Waldbröl), Zentrum
- Loë, Friedrich Leopold von, Fideikommissbesitzer,
WK Düsseldorf 8 (Kleve, Geldern), Zentrum (Nachwahl 1892)
- Lorenzen, Asmus, Landwirt,
WK Schleswig-Holstein 3 (Schleswig, Eckernförde), Deutsche Freisinnige Partei
- Lucius, Ferdinand, Textilfabrikant,
WK Erfurt 4 (Erfurt, Schleusingen, Ziegenrück), Deutsche Reichspartei
- Lüders, Erwin, Zivilingenieur,
WK Liegnitz 9 (Görlitz, Lauban), Deutsche Freisinnige Partei
- Lutz, Friedrich, Brauereibesitzer,
WK Mittelfranken 5 (Dinkelsbühl, Gunzenhausen, Feuchtwangen), Deutschkonservative Partei

Albert von Levetzow
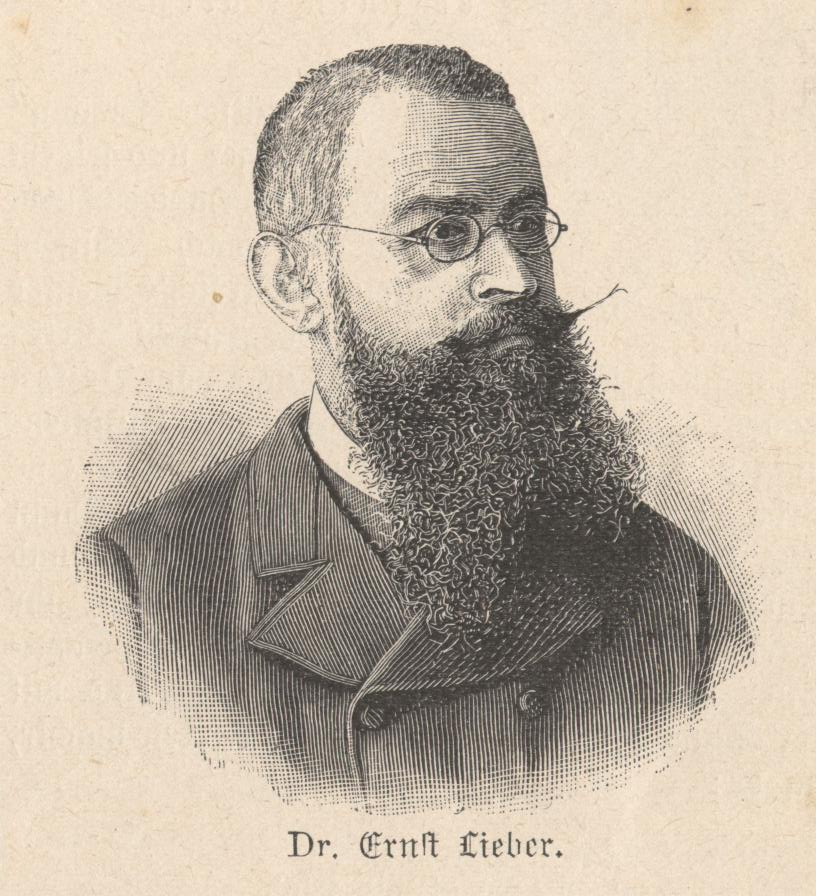
Ernst Lieber
Max Liebermann von Sonnenberg
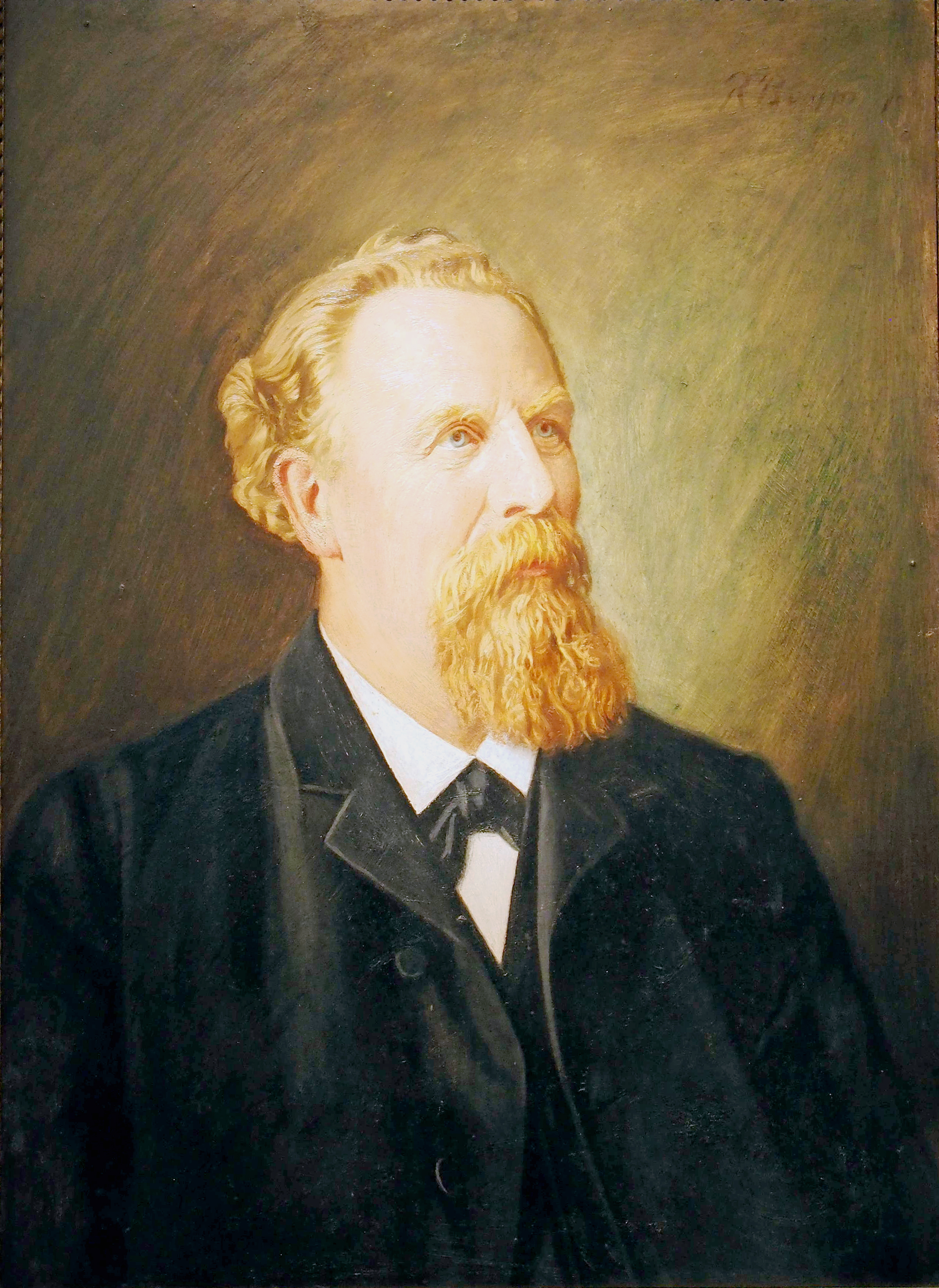
Erwin Lüders

## M

Friedrich Wilhelm Metzger
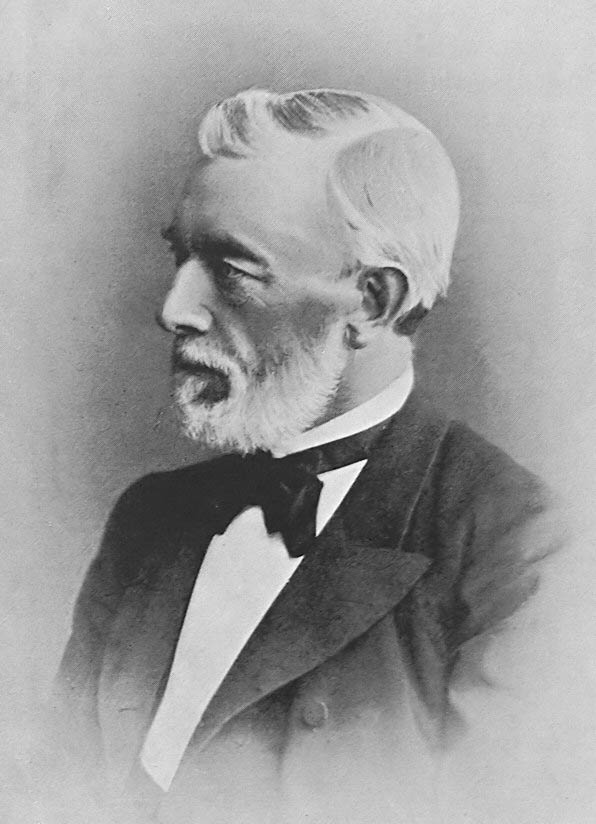
Johannes von Miquel
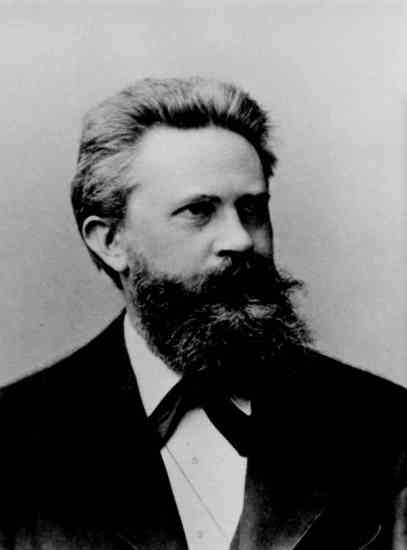
Hermann Molkenbuhr
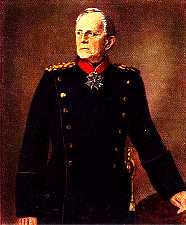
Helmuth Karl Bernhard von Moltke

- Maager, August, Rittergutsbesitzer,
WK Liegnitz 3 (Glogau), Deutsche Freisinnige Partei
- Maltzahn, Hans Ludwig von, Rittergutsbesitzer,
WK Stettin 1 (Demmin, Anklam), Deutschkonservative Partei
- Mangès, Johann, Katholischer Geistlicher,
WK Elsaß-Lothringen 12 (Saargemünd, Forbach), Elsaß-Lothringer
- Manteuffel, Otto von, Landrat in Luckau,
WK Frankfurt 10 (Calau, Luckau), Deutschkonservative Partei
- Marbe, Ludwig, Rechtsanwalt Freiburg,
WK Baden 5 Freiburg, (Emmendingen), Zentrum
- Marquardsen, Heinrich von, Professor Erlangen,
WK Hessen 7 (Worms, Heppenheim, Wimpfen), Nationalliberale Partei
- Massow, Adolf von, Rittergutsbesitzer,
WK Köslin 2 (Bütow, Rummelsburg, Schlawe), Deutschkonservative Partei
- Matuschka, Franz von, Geologe,
WK Oppeln 10 (Neustadt O.S.), Zentrum
- Mayer, Michael, Tischler und Bildhauer,
WK Niederbayern 1 (Landshut, Dingolfing, Vilsbiburg), Zentrum
- Mehnert, Paul, Rechtsanwalt Dresden,
WK Sachsen 10 (Döbeln, Nossen, Leisnig), Deutschkonservative Partei
- Meister, Heinrich, Zigarren-Arbeiter,
WK Hannover 8 (Hannover), SAPD
- Menken, Clemens, Landgerichtsrat in Köln,
WK Köln 2 (Köln-Land), Zentrum
- Menzer, Julius, Weingroßhändler, Griechischer Konsul in Mannheim,
WK Baden 12 (Heidelberg, Mosbach), Deutschkonservative Partei
- Merbach, Kurt, Oberbergrat Freiberg,
WK Sachsen 9 (Freiberg, Hainichen), Deutsche Reichspartei
- Metzger, Wilhelm, Klempner und Redakteur des Hamburger Echos,
WK Hamburg 3 (Vororte und Landherrenschaften), SAPD
- Metzner, Carl, Maurer und Schornsteinfeger,
WK Oppeln 4 (Lublinitz, Tost-Gleiwitz), Zentrum
- Mey, Amandus, Hofbesitzer Wotzlaff bei Praust,
WK Danzig 2 (Danzig Land), Zentrum
- Meyer, Alexander, Jurist,
 WK Berlin 1 (Alt-Berlin, Cölln, Friedrichswerder, Dorotheenstadt, Friedrichstadt-Nord), Deutsche Freisinnige Partei
- Meyer, Wilhelm von, Landrat a. D. und Landesdirektor Neumark,
 WK Frankfurt 1 (Arnswalde, Friedeberg), Hospitant der Deutschkonservativen Partei
- Minnigerode, Bernhard von, Majoratsherr und Rittergutsbesitzer,
 WK Hannover 13 (Goslar, Zellerfeld, Ilfeld), Deutsch-Hannoversche Partei
- Miquel, Johannes, Oberbürgermeister Frankfurt a. M.,
 WK Pfalz 6 (Kaiserslautern, Kirchheimbolanden), Nationalliberale Partei
- Mirbach, Julius von, Herrschaftsbesitzer,
 WK Gumbinnen 7 (Sensburg, Ortelsburg), Deutschkonservative Partei
- Möller, Theodor, Stadtrat Dortmund,
WK Arnsberg 6 (Dortmund, Hörde), Nationalliberale Partei
- Molkenbuhr, Hermann, Zigarrenmacher,
 WK Schleswig-Holstein 6 (Pinneberg, Segeberg), SAPD
- Moltke, Helmuth Karl Bernhard von, Generalfeldmarschall,
WK Königsberg 1 (Memel, Heydekrug), Deutschkonservative Partei
- Mooren, Theodor, Bürgermeister,
 WK Aachen 3 (Aachen-Stadt), Zentrum
- Moszsenski, Miecislaw von, Rittergutsbesitzer,
WK Posen 7 (Schroda, Schrimm), Polnische Fraktion (Nachwahl 1890)
- Müllensiefen, Hermann, Fabrikant,
WK Arnsberg 5(Bochum, Gelsenkirchen, Hattingen, Herne), Nationalliberale Partei (Nachwahl 1891)
- Müller, Eduard, Geistlicher Rat,
WK Oppeln 7 (Pleß, Rybnik), Zentrum
- Müller, Georg Waldemar, Landrat Kreis Marienwerder,
WK Marienwerder 1 (Marienwerder, Stuhm), Deutsche Reichspartei
- Müller-Sagan, Hermann, Verlagsbuchhändler,
WK Liegnitz 2 (Sagan, Sprottau), Freisinnige Partei (Nachwahl 1892)
- Münch, Gustav, Ingenieur in Diez,
WK Wiesbaden 4 (Limburg, Oberlahnkreis, Unterlahnkreis), Deutsche Freisinnige Partei
- Münch, Oscar von, Reichsfreiherr in Mühringen,
WK Württemberg 8 (Freudenstadt, Horb, Oberndorf, Sulz), Deutsche Volkspartei
- Munckel, August, Rechtsanwalt,
WK Berlin 3 (Luisenstadt diesseits des Kanals), Neu-Cölln, Deutsche Freisinnige Partei

## N
- Neckermann, Peter, Metzgermeister,
WK Unterfranken 6 (Würzburg), Zentrum (Nachwahl 1890)
- Nels, Eduard Ignaz, Lederfabrikant,
WK Trier 1 (Daun, Bitburg, Prüm), Zentrum (Nachwahl 1891)
- Neumann, Julius Joseph, Katholischer Pfarrer in Hayingen,
WK Elsaß-Lothringen 13 (Bolchen, Diedenhofen), Elsaß-Lothringer
- Normann, Oskar von, Rittergutsbesitzer in Barkow,
 WK Stettin 7 (Greifenberg, Kammin), Deutschkonservative Partei
- North, Jean, Bankier,
WK Elsaß-Lothringen 9 (Straßburg-Land), Nationalliberale Partei

## O

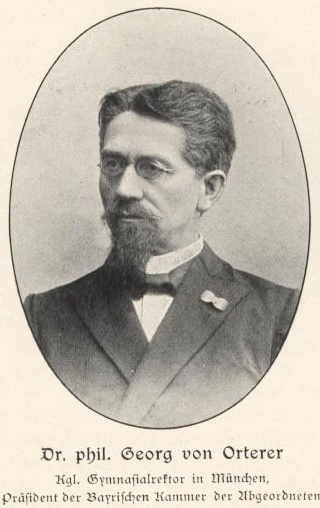
Georg von Orterer

- Oechelhäuser, Wilhelm, Unternehmer,
WK Anhalt 2 (Bernburg, Köthen, Ballenstedt), Nationalliberale Partei
- Oertzen, Heinrich von, Großherzoglicher Kammerherr,
WK Mecklenburg-Strelitz, Deutschkonservative Partei
- Olenhusen, Karl Götz von, Rittergutsbesitzer,
WK Hannover 12 (Göttingen, Duderstadt, Münden), Deutsch-Hannoversche Partei, Hospitant der Zentrumsfraktion
- Orterer, Georg, Gymnasialprofessor in Freising,
WK Schwaben 5 (Kaufbeuren, Mindelheim, Oberdorf, Füssen), Zentrum
- Osann, Arthur, Rechtsanwalt Darmstadt,
 WK Hessen 4 (Darmstadt, Groß-Gerau), Nationalliberale Partei
- Osten, Alexander von der, Rittergutsbesitzer,
WK Stettin 3 (Randow, Greifenhagen), Deutschkonservative Partei

## P

Friedrich von Payer
Markus Pflüger
Felix Porsch
Robert Viktor von Puttkamer

- Pachnicke, Hermann, Schriftsteller Berlin,
WK Mecklenburg-Schwerin 3 (Parchim, Ludwigslust), Deutsche Freisinnige Partei
- Panse, Carl August, Rittergutspächter,
WK Merseburg 7 (Querfurt, Merseburg), Deutsche Freisinnige Partei
- Payer, Friedrich von, Rechtsanwalt Stuttgart,
WK Württemberg 6 (Reutlingen, Tübingen, Rottenburg), Deutsche Volkspartei
- Perger, Clemens, Rektor in Gaesdonck,
WK Düsseldorf 8 (Kleve, Geldern), Zentrum
- Petri, Emil, Rechtsanwalt,
 WK Elsaß-Lothringen 8 (Straßburg-Stadt), Hospitant der Nationalliberalen Partei
- Pezold, Friedrich, Bierbrauer und Bürgermeister in Hollfeld,
WK Oberfranken 3 (Forchheim, Kulmbach, Pegnitz, Ebermannstadt), Zentrum
- Pfaehler, Gustav, Bergwerksdirektor,
WK Trier 5 (Saarbrücken), Nationalliberale Partei
- Pfetten-Arnbach, Sigmund von, Gutsbesitzer,
WK Oberbayern 3 (Aichach, Friedberg, Dachau, Schrobenhausen), Zentrum
- Pflüger, Georg, Kaufmann Creglingen,
WK Württemberg 12 (Gerabronn, Crailsheim, Mergentheim, Künzelsau), Deutsche Volkspartei
- Pflüger, Markus, Gastwirt Lörrach,
 WK Baden 10 (Karlsruhe, Bruchsal), Deutsche Freisinnige Partei
- Pickenbach, Wilhelm, Kaufmann Berlin,
 WK Hessen 1 (Gießen, Grünberg, Nidda), Antisemiten (Antisemitische Volkspartei)
- Pieschel, Theodor, Richter in Erfurt,
WK Schwarzburg-Sondershausen, Nationalliberale Partei
- Poll, Carl Martin Friedrich, Rittergutsbesitzer,
 WK Bromberg 2 (Wirsitz, Schubin, Znin), Nationalliberale Partei
- Porsch, Felix, Rechtsanwalt,
WK Breslau 11 (Reichenbach, Neurode), Zentrum
- Preysing, Conrad von, Reichsrat,
WK Niederbayern 2 (Straubing, Bogen, Landau, Vilshofen), Zentrum
- Preysing-Lichtenegg, Max von, Kammerherr und Gutsbesitzer Schloss Schlachtegg,
WK Schwaben 3 (Dillingen, Günzburg, Zusmarshausen), Zentrum
- Pückler, Heinrich von, Reichsfreiherr und Majoratsherr in Branitz,
WK Frankfurt 9 (Cottbus, Spremberg), Deutschkonservative Partei
- Puttkamer, Robert von, Mitglied des Preußischen Herrenhauses,
WK Köslin 1 (Stolp, Lauenburg in Pommern), Deutschkonservative Partei

## R

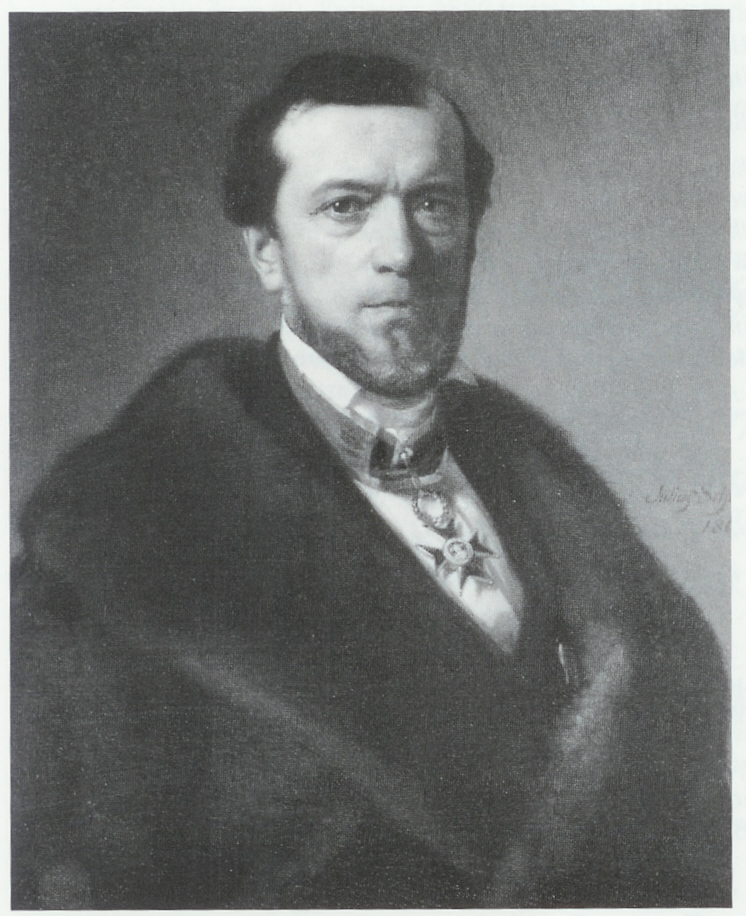
Peter Reichensperger
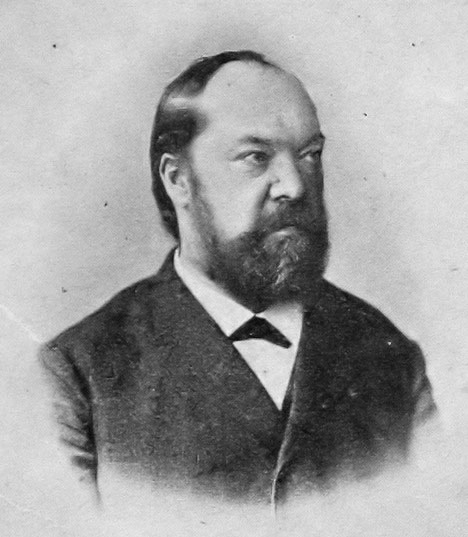
Eugen Richter

- Radziwill, Ferdinand von, Fideikomissbesitzer,
WK Posen 10 (Adelnau, Schildberg, Ostrowo, Kempen in Posen), Polnische Fraktion
- Raeithel, Heinrich, Bürgermeister Schwarzenbach,
WK Oberfranken 1 (Hof, Naila, Rehau, Münchberg), Deutsche Freisinnige Partei
- Rarkowski, Justus, Stadtrat Allenstein,
WK Königsberg 9 (Allenstein, Rößel), Zentrum
- Rauchenecker, Johann, Brauereibesitzer,
WK Niederbayern 6 (Kelheim, Rottenburg, Mallersdorf), Zentrum (Nachwahl 1892)
- Reden, Ferdinand von, Landwirt und Rittergutsbesitzer,
WK Hannover 9 (Hameln, Linden, Springe), Nationalliberale Partei
- Reibnitz, Hans von, Majoratsbesitzer,
WK Gumbinnen 1 (Tilsit, Niederung), Deutsche Freisinnige Partei (Nachwahl 1891)
- Reichensperger, Peter, Obertribunalsrat in Berlin,
WK Arnsberg 2 (Olpe, Arnsberg, Meschede), Zentrum
- Reichert, Ludwig Karl, Bürgermeister in Herbstadt,
WK Unterfranken 4 (Neustadt an der Saale, Brückenau, Mellrichstadt, Königshofen, Kissingen), Zentrum
- Reichert, Maximilian Wilhelm, Kaufmann,
 WK Baden 7 (Offenburg, Kehl), Zentrum
- Reindl, Magnus Anton, Stadtpfarrer in Memmingen,
WK Schwaben 4 (Illertissen, Neu-Ulm, Memmingen, Krumbach), Zentrum
- Reitzenstein, Ferdinand von, Rittergutsbesitzer,
WK Oppeln 7 (Pleß, Rybnik), Zentrum (Nachwahl 1892)
- Rembold, Alfred, Rechtsanwalt,
WK Württemberg 17 (Ravensburg, Saulgau), Zentrum (Nachwahl 1893)
- Richter, Eugen, Schriftsteller,
WK Arnsberg 4 (Hagen, Schwelm, Witten), Deutsche Freisinnige Partei
- Rickert, Heinrich, Landesdirektor a. D.,
WK Danzig 3 (Danzig Stadt), Deutsche Freisinnige Partei
- Rimpau, Hans, Rittergutsbesitzer Emersleben,
WK Magdeburg 8 (Halberstadt, Oschersleben, Wernigerode), Nationalliberale Partei
- Rintelen, Victor, Oberjustizrat Berlin,
WK Trier 3 (Trier), Zentrum
- Riss, Jacob, Mühlenbesitzer,
WK Oberpfalz 2 (Amberg, Nabburg, Sulzbach, Eschenbach), Zentrum (Nachwahl 1893)
- Roesicke, Richard, Besitzer Schultheiss-Brauerei,
WK Anhalt 1 (Dessau, Zerbst), fraktionslos liberal
- Rozycki, Wladyslaw, Rittergutsbesitzer Wlewsk,
WK Marienwerder 3 (Graudenz, Strasburg (Westpr.)), Polnische Fraktion
- Rudolphi, Wilhelm, Gymnasialdirektor a. D.,
WK Köln 3 (Bergheim (Erft), Euskirchen), Zentrum
- Ruge, Max, Stadtschulinspektor Steglitz,
WK Potsdam 7 (Potsdam, Osthavelland, Spandau), Deutsche Freisinnige Partei
- Ruhland, Jean, Unternehmer und Bürgermeister Münster(Elsaß),
WK Elsaß-Lothringen 3 (Kolmar), Elsaß-Lothringer (Nachwahl 1890)
- Rzepnikowski, Theophil, Mediziner,
WK Marienwerder 2 (Rosenberg (Westpr.), Löbau), Polnische Fraktion

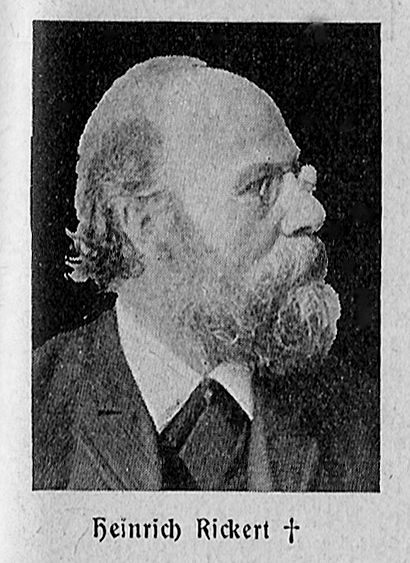
Heinrich Rickert
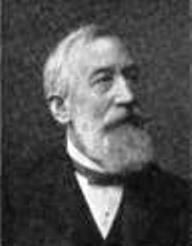
Viktor Rintelen

## S

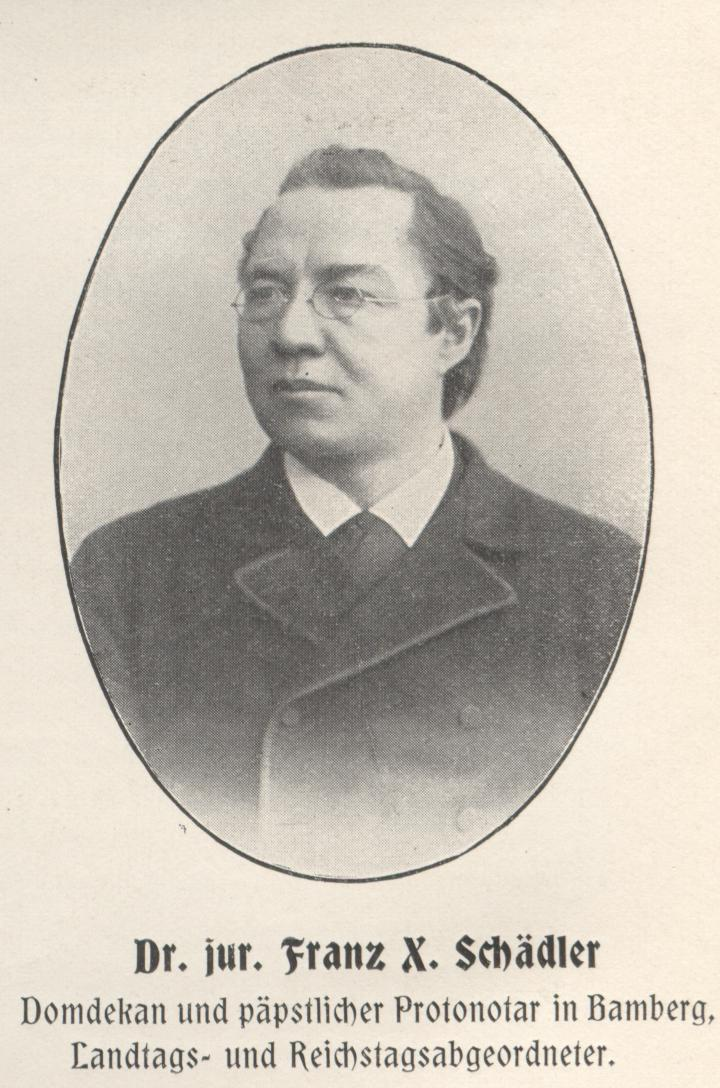
Franz Xaver Schädler
Burghard Freiherr von Schorlemer-Alst
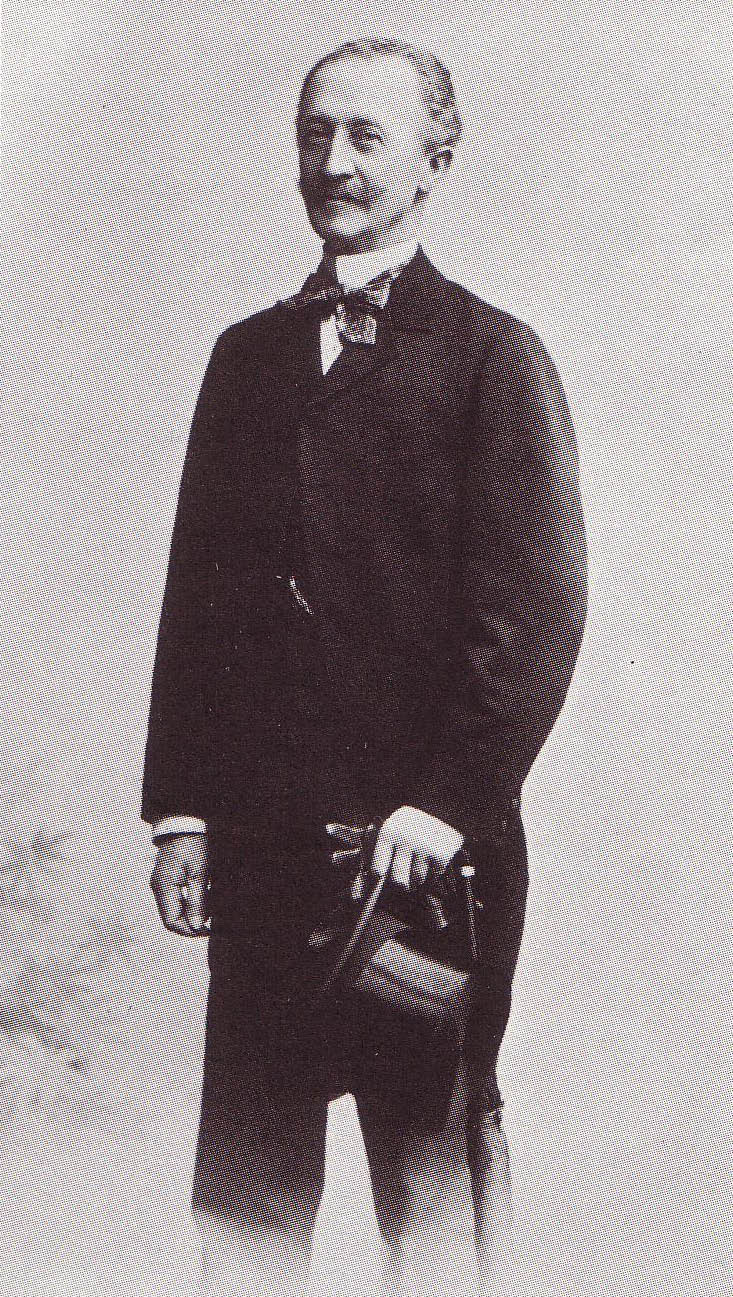
Werner von der Schulenburg
Theodor Schwartz

- Saldern-Ahlimb-Ringenwalde, Hugo von, Majoratsbesitzer,
WK Potsdam 3 (Ruppin, Templin), Deutschkonservative Partei
- Samhammer, Philipp, Puppenfabrikant,
WK Sachsen-Weimar-Eisenach 1 (Weimar, Apolda), Deutsche Freisinnige Partei
- Sander, Friedrich, Domänenpächter Himmelsthür,
WK Hannover 10 (Hildesheim, Marienburg, Alfeld (Leine), Gronau), Nationalliberale Partei (Nachwahl 1892)
- Saurma-Jeltsch, Johann Georg von, Fideikommissbesitzer,
 WK Breslau 4 (Namslau, Brieg), Deutschkonservative Partei
- Schädler, Franz, Katholischer Geistlicher,
WK Mittelfranken 4 (Eichstätt, Beilngries, Weissenburg), Zentrum
- Schaettgen, Friedrich, Fabrikant Haslach,
WK Baden 6 (Lahr, Wolfach), Zentrum
- Schalscha, Alexander von, Rittergutsbesitzer,
WK Oppeln 11 (Neustadt O.S.), Zentrum
- Scheffer, Wilhelm, Landrat in Schlochau,
WK Marienwerder 7 (Schlochau, Flatow), Deutschkonservative Partei
- Schele, Balduin von, Rittergutsbesitzer,
WK Hannover 4 (Osnabrück, Bersenbrück, Iburg), Deutsch-Hannoversche Partei, Hospitant der Zentrumsfraktion
- Schenck, Friedrich, Anwalt des Genossenschaftsverbandes,
 WK Wiesbaden 2 (Wiesbaden, Rheingau, Untertaunus), Deutsche Freisinnige Partei
- Schier, Carl, Rechtsanwalt Kassel,
WK Kassel 8 (Hanau, Gelnhausen), Deutschkonservative Partei
- Schippel, Max, Journalist,
WK Sachsen 16 (Chemnitz), SAPD
- Schleinitz, Werner von, Landrat Hersfeld,
WK Kassel 6 (Hersfeld, Rotenburg (Fulda), Hünfeld), Deutschkonservative Partei
- Schlick, Bernhard, Rittergutsbesitzer,
WK Königsberg 1 (Memel, Heydekrug), Deutschkonservative Partei (Nachwahl 1891)
- Schlieckmann, Albrecht Heinrich von, Oberpräsident von Ostpreußen,
WK Gumbinnen 1 (Tilsit, Niederung), Deutschkonservative Partei
- Schlieffen, Otto von, Majoratsherr,
WK Mecklenburg-Schwerin 4 (Waren, Malchin), Deutschkonservative Partei
- Schlieffen, Wilhelm von, Majoratsherr und Landrat Güstrow,
WK Mecklenburg-Schwerin 6 (Güstrow, Ribnitz), Hospitant der Deutschkonservativen Partei
- Schmidt, Albert, Schriftsetzer und Redakteur,
WK Sachsen 15 (Mittweida, Frankenberg, Augustusburg), SAPD
- Schmidt, Reinhart, Fabrikbesitzer,
WK Düsseldorf 1 (Remscheid, Lennep, Mettmann), Deutsche Freisinnige Partei
- Schmidt, Wilhelm, Privatlehrer Frankfurt a. M.,
 WK Wiesbaden 6 (Frankfurt am Main), SAPD
- Schmieder, Philipp, Oberlandesgerichtsrat Breslau,
WK Liegnitz 4 (Lüben, Bunzlau), Deutsche Freisinnige Partei
- Schnaidt, Ferdinand, Bankdirektor Ludwigsburg,
WK Württemberg 2 (Cannstatt, Ludwigsburg, Marbach, Waiblingen), Deutsche Volkspartei
- Schneider, Fritz, Schriftsteller,
WK Erfurt 1 (Nordhausen, Hohenstein), Deutsche Freisinnige Partei
- Schneider, Gottfried, Landgerichtsrat Essen,
WK Arnsberg 7 (Hamm, Soest), Nationalliberale Partei
- Schoenaich-Carolath, Heinrich zu, Standesherr,
WK Frankfurt 7 (Guben, Lübben), fraktionslos liberal
- Schönborn-Wiesentheid, Friedrich von,
WK Unterfranken 2 (Kitzingen, Gerolzhofen, Ochsenfurt, Volkach), Zentrum
- Schöning, Hermann von, Majoratsherr,
WK Stettin 5 (Pyritz, Saatzig), Deutschkonservative Partei
- Schorlemer-Alst, Burghard von,
WK Arnsberg 5(Bochum, Gelsenkirchen, Hattingen, Herne), Zentrum
- Schrader, Karl, Eisenbahndirektor,
WK Braunschweig 2 (Helmstedt, Wolfenbüttel), Deutsche Freisinnige Partei
- Schroeder, Hugo, Staatsanwalt,
WK Frankfurt 2 (Landsberg a. d. Warthe), Freisinnige Partei (Nachwahl 1890)
- Schütte, August, Kaufmann und Fabrikant Gandersheim,
WK Braunschweig 3 (Holzminden, Gandersheim), Deutsche Freisinnige Partei
- Schulenburg, Werner von der, Landrat Salzwedel,
 WK Magdeburg 1 (Salzwedel, Gardelegen), Deutschkonservative Partei
- Schulenburg-Hehlen, Werner von der, Rittergutsbesitzer Hehlen,
WK Hannover 11 (Einbeck, Northeim, Osterode am Harz, Uslar), Deutsch-Hannoversche Partei
- Schuler, Joseph, Pfarrer in Istein,
WK Baden 3 (Waldshut, Säckingen, Neustadt im Schwarzwald), Zentrum
- Schultze, Carl, Zigarrenhändler Königsberg,
WK Königsberg 3 (Königsberg-Stadt), SAPD
- Schumacher, Georg, Lederhändler,
WK Düsseldorf 3 (Solingen), SAPD
- Schwartz, Theodor, Speisewirt in Lübeck,
WK Lübeck, SAPD
- Scipio, Ferdinand, Gutsbesitzer Mannheim,
WK Hessen 6 (Erbach, Bensheim, Lindenfels, Neustadt im Odenwald), Nationalliberale Partei
- Seelig, Wilhelm, Professor in Kiel,
 WK Schleswig-Holstein 4 (Tondern, Husum, Eiderstedt), Deutsche Freisinnige Partei
- Seifert, Julius, Geschäftsführer Schadewitzer Konsumverein,
WK Sachsen 19 (Stollberg, Schneeberg), SAPD
- Siegle, Gustav, Direktor BASF Ludwigshafen und Stuttgart,
WK Württemberg 1 (Stuttgart), Nationalliberale Partei
- Siemens, Georg, Rittergutsbesitzer,
WK Sachsen-Coburg-Gotha 1 (Coburg), Deutsche Freisinnige Partei
- Simonis, Jacob Ignatius, Geistlicher,
WK Elsaß-Lothringen 5 (Rappoltsweiler), Elsaß-Lothringer
- Singer, Paul, Kaufmann,
WK Berlin 4 (Luisenstadt jenseits des Kanals, Stralauer Vorstadt, Königsstadt-Ost), SAPD
- Slaski, Ludwig Mauritius von, Rittergutsbesitzer Trzebcz,
WK Marienwerder 4 (Thorn, Kulm, Briesen), Polnische Fraktion
- Spahn, Peter, Richter,
WK Köln 4 (Bonn), Zentrum (Nachwahl 1890)
- Speiser, Wilhelm, Landmaschinenfabrikant Göppingen,
WK Württemberg 10 (Gmünd, Göppingen, Welzheim, Schorndorf), Deutsche Volkspartei
- Sperber, Emil Victor von, Rittergutsbesitzer,
WK Gumbinnen 4 (Stallupönen, Goldap, Darkehmen), Deutschkonservative Partei
- Sperlich, Joseph, Landgerichtsrat Glatz, Breslau 12 (Glatz, Habelschwerdt), Zentrum
- Stadthagen, Arthur, Rechtsanwalt Berlin,
WK Potsdam 6 (Niederbarnim), Lichtenberg, SAPD
- Staudy, Ludwig von, Polizeipräsident,
WK Gumbinnen 5 (Angerburg, Lötzen), Deutschkonservative Partei
- Schenk von Stauffenberg, Franz August, Gutsbesitzer,
WK Mittelfranken 2 (Erlangen, Fürth, Hersbruck), Deutsche Freisinnige Partei
- Steinau-Steinrück, Paul von, Landrat Kreis Lebus,
WK Frankfurt 4 (Frankfurt (Oder), Lebus), Deutschkonservative Partei
- Steinmann, Otto Ludwig Eberhard, Regierungspräsident,
 WK Gumbinnen 6 (Oletzko, Lyck, Johannisburg), Deutschkonservative Partei
- Stephan, Bernhard Karl, Rechtsanwalt,
WK Oppeln 3 (Groß Strehlitz, Kosel), Zentrum (Nachwahl 1892)
- Stephan, Friedrich, Bankdirektor Berlin,
WK Breslau 9 (Striegau, Schweidnitz), Deutsche Freisinnige Partei
- Stephanus, Heinrich, Rittergutsbesitzer,
WK Königsberg 8 (Osterode i. Opr., Neidenburg), Deutschkonservative Partei
- Stöcker, Adolf, Hof- und Domprediger in Berlin,
WK Arnsberg 1 (Wittgenstein, Siegen, Biedenkopf), Deutschkonservative Partei
- Stöhr, August, Arzt und Dozent,
 WK Unterfranken 6 (Würzburg), Zentrum
- Stötzel, Gerhard, Journalist in Essen,
WK Düsseldorf 5 (Essen), Zentrum
- Stolberg-Wernigerode, Udo zu, Majoratsherr,
WK Königsberg 10 (Rastenburg, Friedland), Gerdauen, Deutschkonservative Partei
- Stolle, Wilhelm, Gastwirt in Gesau,
WK Sachsen 18 (Zwickau, Crimmitschau, Werdau), SAPD
- Strombeck, Josef von, Landgerichtsrat Magdeburg,
WK Erfurt 2 (Heiligenstadt, Worbis), Zentrum
- Stumm, Carl Ferdinand, Hüttenbesitzer,
 WK Trier 6 (Ottweiler, St. Wendel, Meisenheim), Deutsche Reichspartei
- Szmula, Julius, Rittergutsbesitzer,
WK Oppeln 5 (Beuthen, Tarnowitz), Zentrum

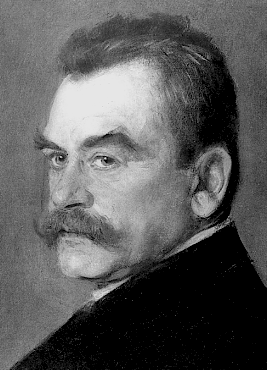
Gustav Siegle
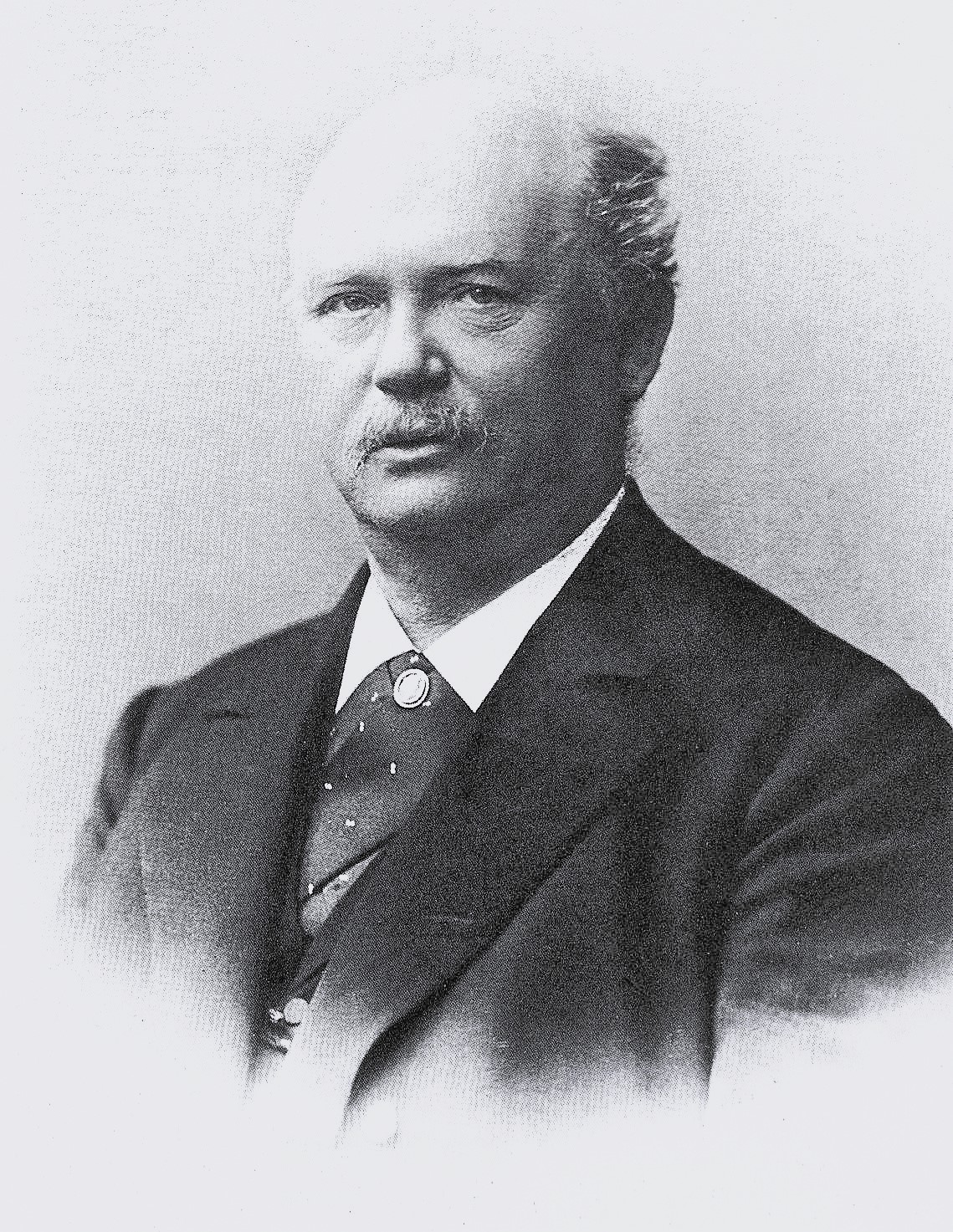
Georg von Siemens
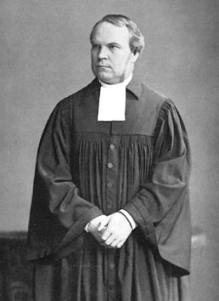
Adolf Stoecker

## T
- Tettau, Alfred von, Fideikomissbesitzer,
WK Königsberg 5 (Heiligenbeil, Preußisch-Eylau), Deutschkonservative Partei
- Thomas, Wilhelm, Amtsgerichtsrat Eisfeld,
WK Sachsen-Meiningen 1 (Meiningen, Hildburghausen), Deutsche Freisinnige Partei
- Thomsen, Gustav, Landmann,
WK Schleswig-Holstein 5 (Dithmarschen, Steinburg), fortschrittlich liberal, fraktionslos
- Timmerman, Carl, Textilfabrikant,
WK Münster 1 (Tecklenburg, Steinfurt, Ahaus), Zentrum
- Traeger, Albert, Rechtsanwalt und Notar,
WK Oldenburg 2 (Jever, Brake, Westerstede, Varel, Elsfleth, Landwürden), Deutsche Freisinnige Partei
- Troeltsch, Wilhelm, Unternehmer Weißenburg,
WK Mittelfranken 3 (Ansbach, Schwabach, Heilsbronn), Nationalliberale Partei
- Tutzauer, Franz, Besitzer einer Möbelgeschäfts in Berlin,
WK Breslau 6 (Breslau-Ost), SAPD

## U
- Uhden, Otto, Kgl. Amtsrat,
WK Frankfurt 6 (Züllichau-Schwiebus, Crossen), Deutschkonservative Partei
- Uhlendorff, Louis Wilhelm, Mühlenbesitzer Hamm,
 WK Lippe, Deutsche Freisinnige Partei
- Ulrich, Carl, Herausgeber des Offenbacher Abendblattes,
WK Hessen 5 (Offenbach, Dieburg), SAPD
- Unruhe-Bomst, Hans Wilhelm von, Landrat und Rittergutsbesitzer,
WK Posen 3 (Meseritz, Bomst), Deutsche Reichspartei

## V

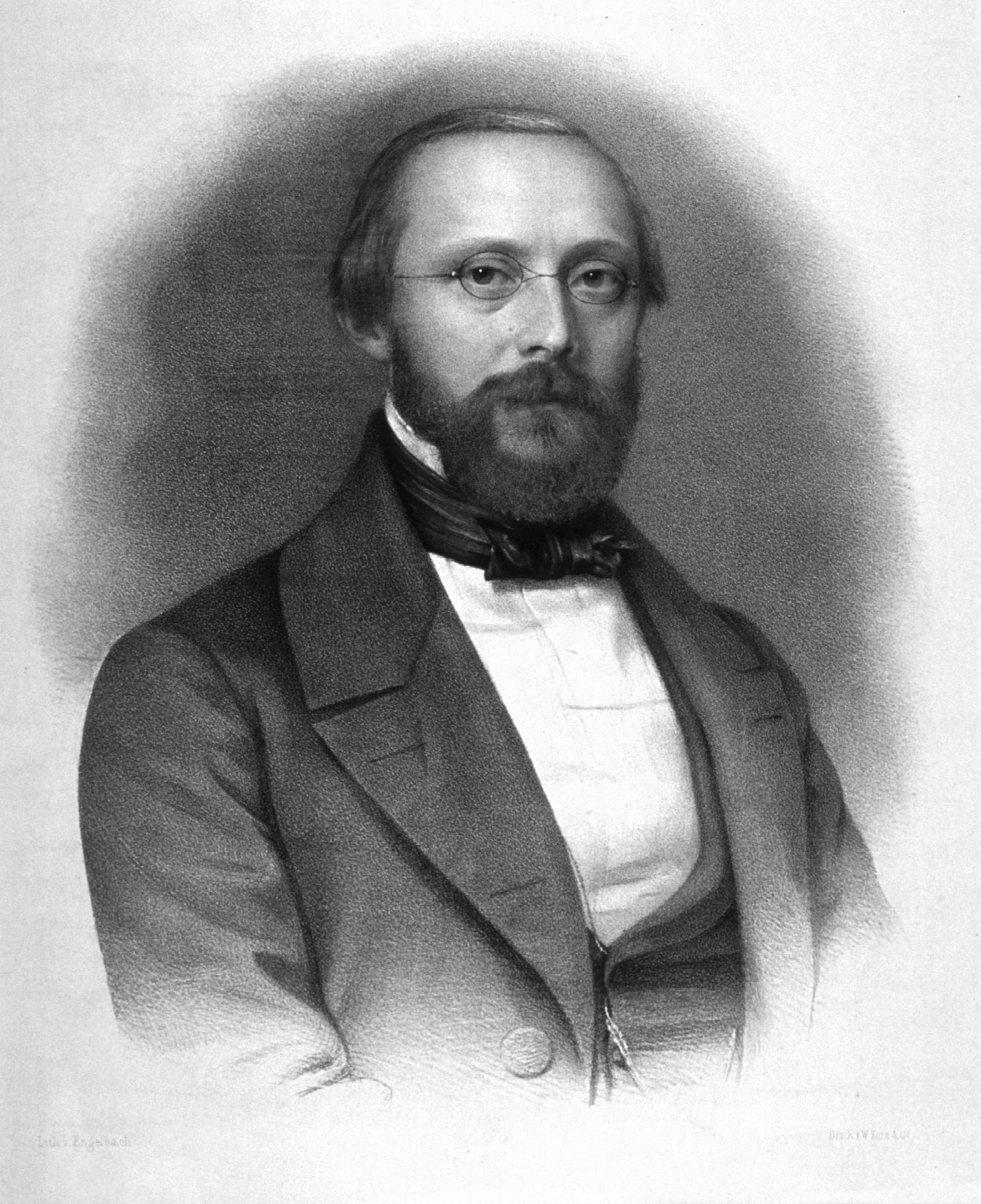
Rudolf Virchow

- Virchow, Rudolf, 
WK Berlin 2 (Schöneberger Vorstadt, Friedrichsvorstadt, Tempelhofer Vorstadt, Friedrichstadt-Süd), Deutsche Freisinnige Partei
- Virnich, Winand, Jurist und Gutsbesitzer,
WK Köln 4 (Rheinbach, Bonn), Zentrum
- Vollmar, Georg von,
WK Oberbayern 2 München II (Isarvorstadt, Ludwigsvorstadt, Au, Haidhausen, Giesing, München-Land, Starnberg, Wolfratshausen), SAPD
- Vollrath, Karl, Redakteur Breslauer Zeitung,
WK Breslau 7 (Breslau-West), Deutsche Freisinnige Partei

## W

Heinrich Wattendorff
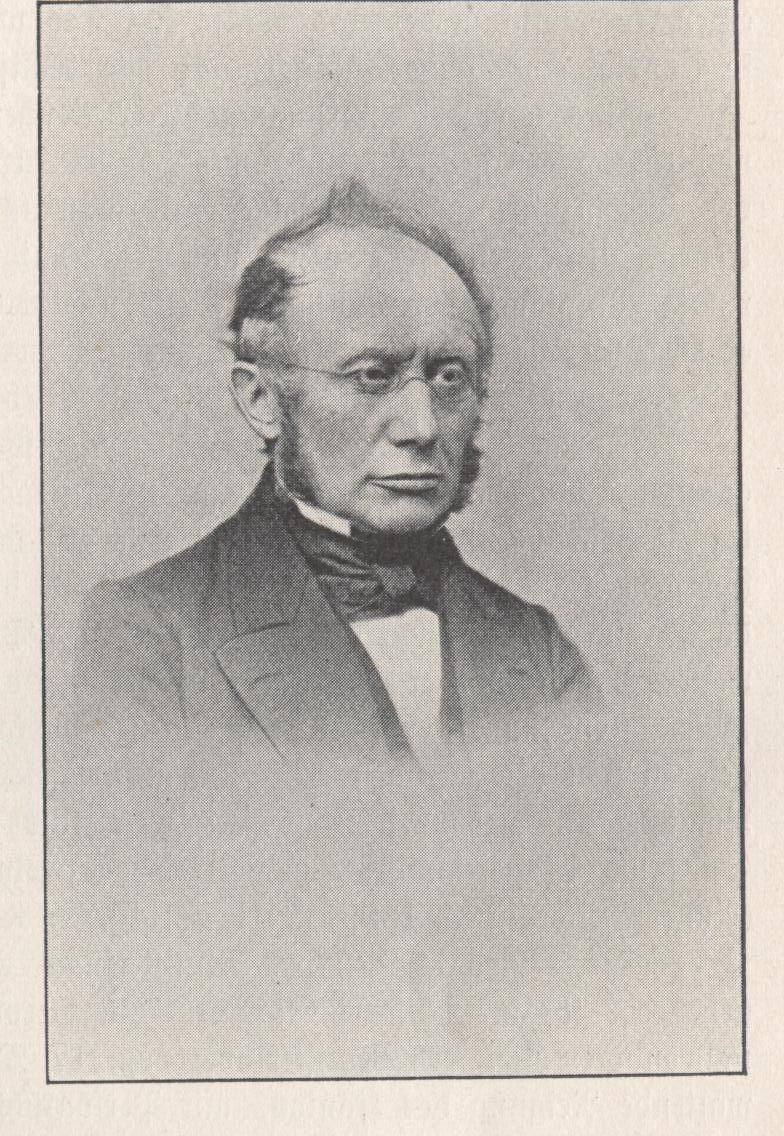
Ludwig Windthorst
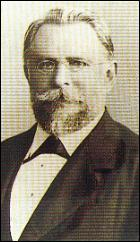
Friedrich Witte

- Wagner, Wolfgang, Gutsbesitzer und Gastwirt in Glonn,
 WK Oberbayern 7 (Rosenheim, Ebersberg, Miesbach, Tölz), Zentrum
- Walderdorff, Adolf Graf von, Rittergutsbesitzer,
 WK Oberpfalz 1 (Regensburg, Burglengenfeld, Stadtamhof), Zentrum
- Wangenheim-Wake, Adolf von, Rittergutsbesitzer,
WK Hannover 16 (Lüneburg, Soltau, Winsen (Luhe)), Deutsch-Hannoversche Partei, Hospitant der Zentrumsfraktion
- Wattendorff, Heinrich, Kaufmann Ibbenbüren,
 WK Münster 4 (Lüdinghausen, Beckum, Warendorf), Zentrum
- Weber, Franz, Brauereibesitzer in Landsberg,
WK Oberbayern 6, (Weilheim, Werdenfels, Bruck, Landsberg, Schongau), Zentrum
- Wedell-Malchow, Friedrich von, Rittergutsbesitzer,
WK Potsdam 4 (Prenzlau, Angermünde), Deutschkonservative Partei
- Weiß, August, Schaumweinhersteller Esslingen,
WK Württemberg 5 (Esslingen, Nürtingen, Kirchheim, Urach), Nationalliberale Partei
- Weiß, Rudolf, Katholischer Geistlicher,
WK Niederbayern 3 (Passau, Wegscheid, Wolfstein, Grafenau), Zentrum
- Wenders, Karl, Bürgermeister Neuss,
WK Düsseldorf 4 (Düsseldorf), Zentrum
- Wendt, Carl Hubert Freiherr von, Rittergutsbesitzer,
WK Minden 5 (Höxter, Warburg), Zentrum
- Wenzel, Johannes, Domvikar in Bamberg,
 WK Oberfranken 5 (Bamberg, Höchstadt), Zentrum
- Werner, Ludwig, Redakteur,
 WK Kassel 1 (Rinteln, Hofgeismar, Wolfhagen), Antisemiten (Antisemitische Volkspartei)
- Wessel, Max, Landrat Kreis Stuhm,
WK Marienwerder 1 (Marienwerder, Stuhm), Deutsche Reichspartei (Nachwahl 1891)
- Weyrauch, Ernst von, Konsistorialpräsident Kassel,
WK Kassel 2 (Kassel, Melsungen), Deutschkonservative Partei
- Wichmann, Rudolph, Rittergutsbesitzer,
WK Königsberg 7 (Preußisch-Holland, Mohrungen), Deutschkonservative Partei
- Wilbrandt, Konrad, Gutspächter,
WK Mecklenburg-Strelitz, Freisinnige Partei (Nachwahl 1892)
- Wildegger, Michael, Stadtpfarrer Nördlingen,
WK Schwaben 2 (Donauwörth, Nördlingen, Neuburg), Zentrum
- Wilisch, Feodor, Buchdrucker Schmalkalden,
WK Kassel 4 (Eschwege, Schmalkalden, Witzenhausen), Deutsche Freisinnige Partei
- Windthorst, Ludwig, Jurist,
WK Hannover 3 (Meppen, Lingen, Bentheim, Aschendorf, Hümmling), Zentrum
- Winterer, Landolin, Pfarrer in Mülhausen,
WK Elsaß-Lothringen 1 (Altkirch, Thann), Elsaß-Lothringer
- Winterfeldt, Ulrich von, Rittergutsbesitzer,
WK Potsdam 4 (Prenzlau, Angermünde), Konservative Partei (Nachwahl 1890)
- Wisser, Friedrich, Gutsbesitzer,
WK Sachsen-Weimar-Eisenach 3 (Jena, Neustadt an der Orla), fraktionslos liberal
- Witt, Nikolaus, Stadtrat Charlottenburg,
WK Frankfurt 2 (Landsberg (Warthe), Soldin), Deutsche Freisinnige Partei
- Witte, Friedrich, Senator, Kaufmann und Fabrikant Rostock,
WK Sachsen-Meiningen 2 (Sonneberg, Saalfeld), Deutsche Freisinnige Partei
- Witzlsperger, Josef, Magistratsrat und Landwirt in Cham,
WK Oberpfalz 4 (Neunburg, Waldmünchen, Cham, Roding), Zentrum
- Wöllmer, Ferdinand, Unternehmer,
 WK Magdeburg 3 (Jerichow I, Jerichow II), Deutsche Freisinnige Partei
- Wolszlegier, Wladislaus von, Rittergutsbesitzer,
WK Marienwerder 6 (Konitz, Tuchel), Polnische Fraktion
- Wrisberg, Ludolph von, Landdrost Schwerin,
WK Mecklenburg-Schwerin 1 (Hagenow, Grevesmühlen ), Deutschkonservative Partei
- Wurm, Emanuel, Journalist,
WK Reuß jüngerer Linie, SAPD

Josef Witzlsperger

## Z

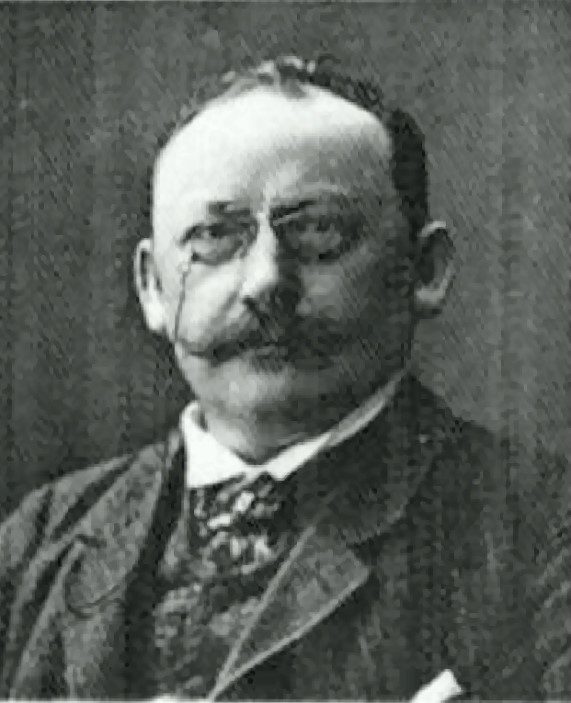
Oswald Zimmermann
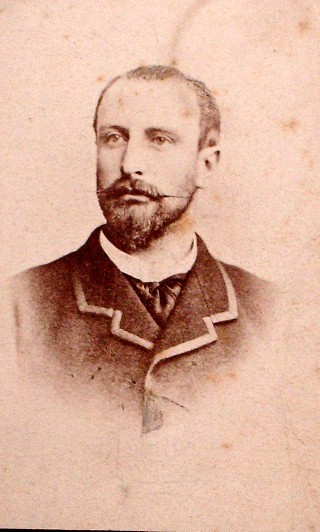
Hugo Freiherr Zorn von Bulach

- Zangemeister, Otto, Landwirt,
WK Sachsen-Coburg-Gotha 2 (Gotha), Deutsche Freisinnige Partei
- Zimmermann, Oswald, Journalist,
WK Hessen 3 (Lauterbach, Alsfeld, Schotten), Antisemiten (Antisemitische Volkspartei)
- Zinth, Ludwig, Gutsbesitzer,
WK Schwaben 5 (Kaufbeuren, Mindelheim, Oberdorf, Füssen), Zentrum (Nachwahl 1892)
- Zorn von Bulach, Hugo, Gutsbesitzer,
WK Elsaß-Lothringen 7 (Molsheim, Erstein), Hospitant der Deutschkonservativen Partei